# Consulat (Lyon)
Pour les articles homonymes, voir Consulat.
Le Consulat de Lyon est une institution qui détient le pouvoir municipal à Lyon entre 1320 et 1790. Issu de la volonté de la bourgeoisie lyonnaise au XIIIe siècle d'imiter de nombreuses villes d'Europe qui obtiennent de larges privilèges de gestion, le consulat ne naitra effectivement qu'après de longues décennies de lutte contre le seigneur ecclésiastique de la ville, l'archevêque, en 1320.
Sa forme, sa composition et ses pouvoirs réels évolueront fortement à travers l'histoire. Entre 1320 et l'Édit de Chauny de 1595, les membres sont ainsi élus par les maîtres des métiers de la ville. Après cette date, et jusqu'à la Révolution française, ils seront plus ou moins choisis par la monarchie.

## Histoire
La municipalité de Lyon conquiert difficilement son indépendance au cours du XIIIe siècle pour l'obtenir avec la charte de la Sapaudine. Puis, la royauté gagnant en influence, le consulat perd progressivement autonomie et pouvoirs à partir de l'Édit de Chauny de 1595.

### Moyen Âge

#### Origines
Tout au long du XIIIe siècle, l'élite bourgeoise lyonnaise lutte pour acquérir et faire respecter des chartes limitant l'arbitraire des seigneuries ecclésiastiques qui les dirigent : l'archevêque et le chapitre cathédral.
En 1267, après la retraite volontaire de l'archevêque Philippe de Savoie, les bourgeois de Lyon décidèrent d'élire douze d'entre eux pour gérer les affaires de la cité. Les tensions entre les seigneurs et les bourgeois s'exacerbent jusqu'à une révolte en 1269, qui n'aboutit pas, toutefois, à l'obtention d'une liberté politique.
Les bourgeois, pour surmonter la puissance de l'archevêque, fait appel au roi de France qui, en plusieurs étapes, prend pied dans la ville, pour finir par annexer la région lyonnaise à son royaume.

#### Naissance avec lacharte Sapaudine
En 1320, l'archevêque Pierre de Savoie est forcé d'octroyer à la ville une charte de franchise: la charte Sapaudine. Il offre ainsi à Lyon la pleine autonomie gouvernementale. Cette charte est préparée par le juriste Humbert de Vaux. Il ne s'agit toutefois pas d'une charte traditionnelle, en ce sens qu'elle n'octroie pas à la municipalité de droits judiciaires. L'archevêque, comme le roi, reconnaissent toutefois un certain nombre de liberté : de tenir des assemblées, d'élire des conseillers et consuls, des syndics et procureurs, d'avoir des archives, de lever des tailles et de s'armer. Les bourgeois possèdent les clés des portes et les gardent eux-mêmes.
Le consulat est alors officiellement reconnu comme l'instance municipale qui dirige la ville, la justice de premier degré revenant à l'archevêque.

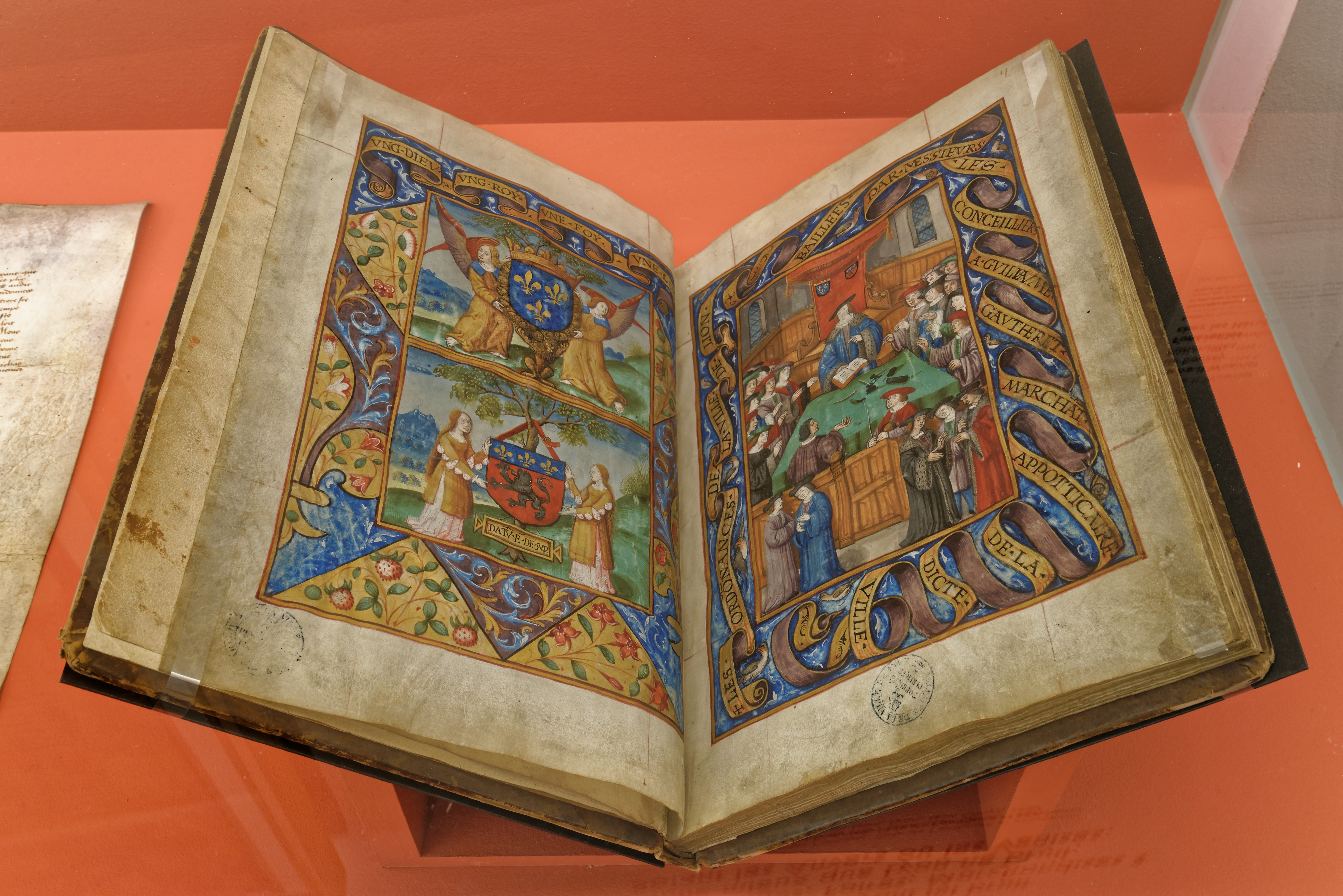
Réunion du consulat de Lyon, Les ordonnances de la ville de Lion baillées par messieurs les conceillers à Guillaume Gautheret, marchant apothicaire, 1519, enluminures du garbeau de l'Épicerie

#### Organisation initiale
L'institution est composée de douze consuls, six du royaume et six de l'empire, issus des métiers, et renouvelés chaque année. Toutefois, le mode d'élection entérine la constitution d'un groupe oligarchique qui sera souvent en décalage avec des réalités sociales mouvantes. Ces conseillers n'ont pas de chef et sont égaux entre eux. Les maîtres des métiers élisent les conseillers et ceux-ci sont présentés au peuple qui entérine par acclamation le choix lors de la Saint-Thomas, le 21 décembre, lors d'une cérémonie qui a lieu à l'église Saint-Nizier.
Les consuls se réunissent deux à trois fois par semaine en temps normal, à Saint-Jaquême ou chez l'un d'entre eux. Si de nombreux élus sont régulièrement absents, il y a en permanence les deux membres permanents : le receveur-secrétaire et le receveur. Les tâches des consuls sont nombreuses et variées.
Ils nomment les commissaires pour tenir des domaines particuliers (santé, fortifications, comptabilité...) et les membres du service municipal, qui agissent en leur nom auprès des quartiers ou de corps de métier (gardes, charpentiers, mandeurs, trompettes, etc.). Ils expédient une foule de petites affaires, de voirie, d'aumônes, etc. Ils veillent à l'adjudication des fermes, à la tenue de l'impôt, à sa rentrée. Les affaires fiscales tiennent l'essentiel de leur temps.
Le consulat ne dispose pas de véritable charte et établit par la suite deux documents pour assoir sa légitimité : le Syndicat de 1447 et les Privilèges de 1495.

### Renaissance

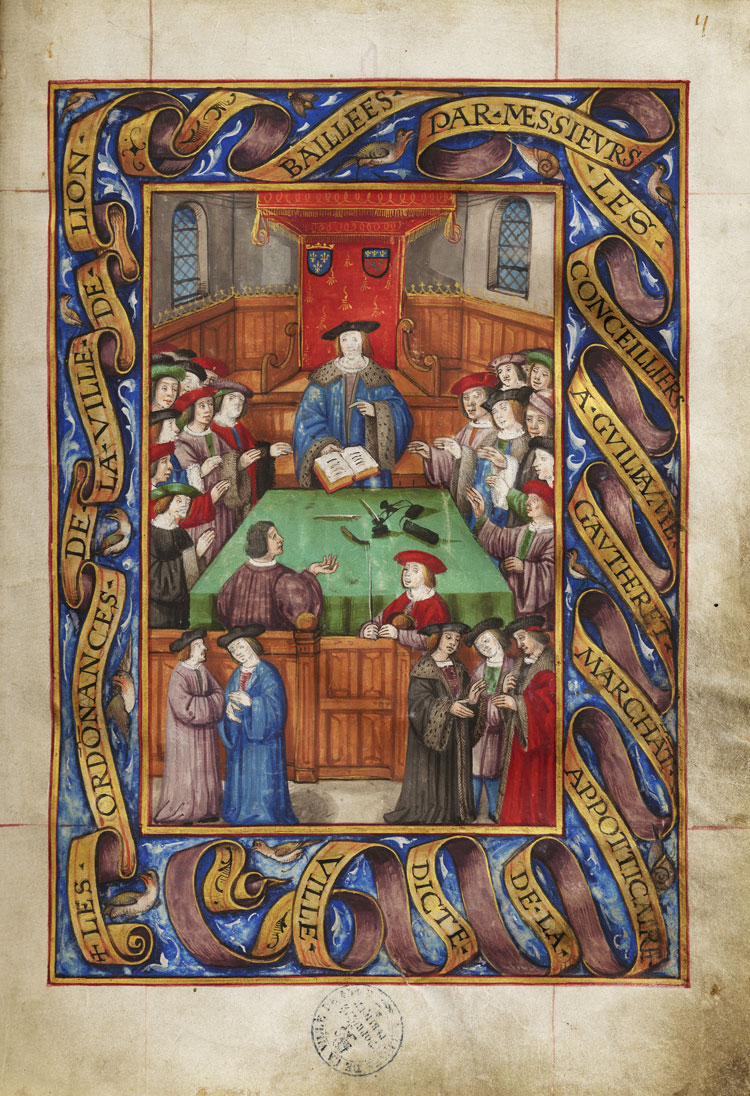
Miniature dans le Garbeau de l'Épicerie, manuscrit de 1519, représentant le consulat en assemblée octroyant la charge de receveur des taxes sur les épices à l'apothicaire Guillaume Gautheret. Archives municipales de Lyon (CC 4292).

À la Renaissance, les membres du consulat sont de riches marchands des plus importantes familles de la ville. Charles VIII octroie en 1495 aux bourgeois le privilège de la noblesse pour ses membres,.
L'origine sociologique des membres du consulat évolue au cours de la Renaissance. À la fin du XVe siècle les hommes de loi, dont les familles sont liées aux fonctions royales, composent la majorité du consulat. Progressivement, avec l'enrichissement de la ville, les familles marchandes prennent de l'importance. Aux alentours des années 1520-1530, il n'y a plus qu'un quart de consuls issus des milieux des offices, les lignées marchandes ayant ainsi conquis le pouvoir à Lyon. Cette proportion tombe à moins d'un cinquième durant les décennies 1540-1550, et remonte progressivement ensuite pour arriver à une majorité d'hommes de loi sous Henri IV. Quelle que soit l'origine de leur position sociale, le consulat est peuplé de personnes appartenant à un nombre limité de lignages. Durant le XVIe siècle, seules quelques familles monopolisent les places consulaires : Regnault, Faure, Henry, Fenoyl, La Porte, et une quinzaine d'autres. Ainsi, malgré un renouvellement théorique de ses membres tous les deux ans, il y a bien une forte continuité de fait des personnes au pouvoir.
Le renouvellement des membres du consulat, comptant douze consuls à la Renaissance, se fait chaque année pour moitié, en décembre. Il s'opère en deux temps. Tout d'abord, les conseillers en exercice choisissent les maîtres des métiers en exercice à raison de deux par corps. La semaine suivante, cette assemblée se réunit pour choisir six conseillers parmi les notables lyonnais, qui rejoignent les six autres élus l'année précédente. Ce système favorise ainsi la cooptation et exclut de fait une grande partie de la population lyonnaise. Il n'y a ainsi jamais de membre du clergé, de nobles et de personne du menu peuple.

#### Fonctionnement quotidien

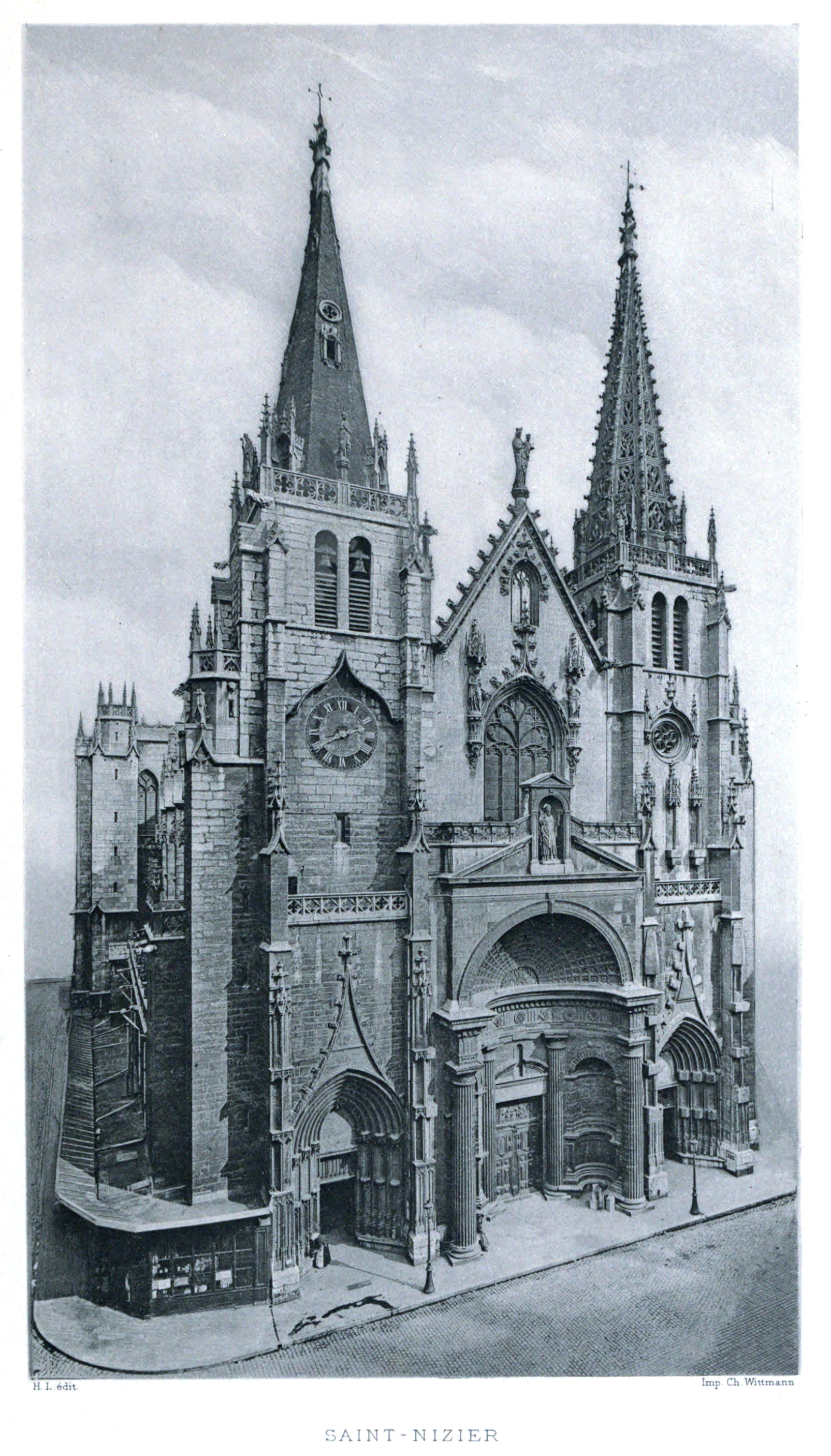
Église Saint-Nizier, où se réunissent les consuls; gravure issue dHistoire des églises et chapelles de Lyon de Martin.

Au Moyen Âge et jusqu'en 1461, le consulat traite les affaires courantes chez l'un des conseillers, et réunit les assemblées dans la chapelle Saint-Jacques de l'église Saint-Nizier, voire dans la nef lorsqu'il y a trop de monde. Puis, après de longues hésitations, le consulat emménage (rue Longue) dans la maison Charnay, pour une cinquantaine d'années. En 1512, le feu ravage les étages supérieurs et le consulat reste un long moment sans lieu de réunion officiel. En 1564, il acquiert l'hôtel de Milan (rue Grenette), au coin de la place des Cordeliers (Lyon 2e). Il n'y reste que jusqu'en 1576, date à laquelle il retourne rue Longue jusqu'en 1604. À cette date, il achète l'enseigne de la Couronne, au 13 rue de la Poulaillerie.
Pour prendre ces décisions, le consulat ne réunit généralement que quelques-uns de ses membres, l'assemblée étant rarement complète pour les affaires courantes. Pour les affaires plus importantes, généralement des levées de fonds, le consulat peut convoquer soit l'assemblée générale, soit celle des métiers. La première comprend les anciens conseillers et les personnages les plus importants de la ville, soit entre vingt et vingt-cinq personnes. La seconde permet de réunir théoriquement l'ensemble des forces économiques de la cité. Le reste du peuple en est donc également exclu. De plus, les métiers nouveaux ne sont pas ou peu représentés. Ainsi, les imprimeurs n'y apparaissent qu'en 1568. À choisir, le consulat réunit préférentiellement l'assemblée des notables, et passe quelquefois outre les décisions qu'elle prend.
Le 4 janvier 1646, il est décidé, par le Consulat, de construire un nouvel Hôtel de ville, et vend le 13 rue de la Poulaillerie.

#### Pouvoirs consulaires
Les pouvoirs du consulat, même limités par ceux du roi et des autres puissances temporelles locales, restent importants. « Ils nomment les maîtres des métiers et terriers (échevins et prévôts sortant de charge), réunissent l'assemblée des notables, choisissent tous les officiers employés par la cité, désignent les députés de la ville aux États généraux et à la cour, recrutent les commis ». Ils disposent des pouvoirs de police, nommant les capitaines pennons et pouvant emprisonner ou exiler les contrevenants.
Dans le domaine économique, ils contrôlent les cinquante-et-un métiers de la cité, enregistrant leurs règlements et nommant les maîtres. Ils enregistrent et taxent toutes les entrées de marchandises. Ils surveillent les conformités des poids et mesures, assurent l'entretien de la voirie pour la circulation des personnes et des biens dans la ville.

#### Le personnel administratif
Le personnel au service du consulat ne cesse de s'accroitre et de se spécialiser. La rédaction des actes officiels et les actions dans le domaine juridique concernent à partir de 1506 une personne particulière : le procureur général, toujours gradué en droit.
Le domaine financier, que ce soit la gestion des biens, des octrois, des dons et taxes sont depuis la fin du XIVe siècle l'affaire du trésorier et du receveur général. Le titre de cette dernière personne devient receveur des deniers communs en 1543.

### Époque moderne
En décembre 1595, par l'Édit de Chauny, Henri IV réorganise le consulat de Lyon sur le modèle de Paris. Les douze consuls sont remplacés par quatre échevins, présidés par un prévôt des marchands. Ils sont élus pour deux ans par les assemblées des maîtres de métier et des terriers, le roi se réservant un droit d'approbation sur le poste de prévôt des marchands. Toutefois, cette nomination populaire est largement contrôlée par la royauté, qui veille à ce qu'il n'y ait que des hommes qui lui sont favorables à ces postes.

#### Prérogatives contrôlées par la monarchie
À partir de l'Édit de Chauny, la monarchie, via les gouverneurs et les intendants, gardent un œil étroit sur le fonctionnement de la cité, et tente à plusieurs reprises de prendre la main sur divers pouvoirs normalement dévolus à l'institution municipale. À l'inverse, les grandes familles lyonnaises luttent pied à pied pour conserver leurs privilèges contre les hommes du roi. L'un des moyens qu'ils utilisent est de racheter systématiquement les offices associés à ces prérogatives.
Toutefois, un certain nombre de pouvoirs sont de fait plus ou moins contrôlés par le gouverneur ou l'intendant. Ainsi, la police, l'approvisionnement, la voirie, les arts et métiers, les poids et mesures ou les foires, si elles relèvent sur le papier du consulat seul, sont de fait étroitement contrôlés par les hommes du roi qui dispose de privilège pour y exercer leur influence. Le gouverneur valide toutes les nominations aux postes importants dans ces domaines, tandis que l'intendant, au XVIIIe siècle, a le droit d'assister aux séances du consulat, et peut donc jouer de son autorité appuyer nominations et décisions.
Puissance institutionnelle importante de la ville, l'administration de l'Hôtel-Dieu et de la Charité, au main du consulat au début de l'époque moderne, est de plus en plus contrôlée par le gouverneur.

#### Prérogatives propres au consulat
Le consulat parvient à conserver une entière mainmise sur deux domaines vitaux : l'octroi et le Tribunal de la Conservation. En ce qui concerne l'institution commerciale, après de longues luttes, le consulat obtient via l'édit de 1655 un contrôle strict de son fonctionnement, le roi acceptant que cette institution soit pleinement municipale, et non royale.

#### Prestige du consulat à Lyon
Malgré une place complexe vis-à-vis du peuple, le consulat conserve une place prépondérante au sein de la société lyonnaise. Le fait que l'échevinage amène à la noblesse y est pour beaucoup, tout comme le décorum imposé lors des fêtes et manifestations, où le consulat dispute sa place aux autres autorités locales.

### Révolution française - Fin du consulat
Le consulat est aboli en 1790 pour laisser place au premier maire de Lyon.

## Composition
Au début, le consulat comprend douze échevins et un prévôt des marchands. Avec la réforme de 1595, le nombre d'échevins tombe à quatre.

### Prévôt des marchands
Le prévôt des marchands est le premier magistrat du consulat, il dirige la municipalité lyonnaise. Ce titre confère la noblesse dite de cloche depuis le privilège accordé par Charles VIII en 1495. Avec l'Édit de Chauny, l'élection du prévôt est soumis à l'approbation du roi. Le prévôt des marchands est élu pour deux ans.
Plusieurs personnages parviennent à être élu plusieurs fois à ce titre, dont Balthazard de Villars (1557-1627) ou Camille Perrichon (1679-1768). Toutes les grandes familles lyonnaises rivalisent pour placer un des leurs à ce poste prestigieux, et parmi celles qui y parviennent le mieux, il est possible de citer les Sève (tout au long du XVIIe siècle) ou les Dugas (lors de la première moitié du XVIIIe siècle).

### Échevin
Les échevins (qui peuvent être aussi nommés consuls ou syndics), sont les autres membres du consulat. Élus essentiellement parmi les officiers et les marchands de la cité, ils proviennent également à certaines époques (surtout au XVIIe siècle) de familles de rentiers.

## Quotidien du consulat

### Lieu de travail
Les réunions du consulat se tiennent, au Moyen Âge, souvent dans la boutique de l'un ou l'autre conseiller ou dans la chapelle Saint-Jaquême. Puis, la nécessité de disposer d'un lieu fixe conduit le consulat à investir la maison Charnay, rue Longue, en 1461. En 1512, il déménage dans l'hôtel de Milan, rue Grenette. En 1604, il se déplace à nouveau à l'enseigne de la Couronne, rue de la Poulaillerie. Son dernier déménagement a lieu en 1655, se dirigeant alors dans un hôtel de ville flambant neuf.

### Habit et faste
La fonction municipale possède un grand prestige, qui est régulièrement mis en scène par ses membres. Lors des fêtes nationales (naissance et mariage royaux), lors des entrées royales, lors des fêtes locales, le consulat se bat pour être en tête de cortège et pour recevoir places et privilèges dus à sa fonction. Le consulat se déplace, lors des cérémonies, entouré d'une garde d'arquebusiers.
Par ailleurs, à l'époque moderne, le costume des membres du consulat est règlementé, et fourni par la ville. Il y a trois robes, une noire pour les sessions au tribunal de la conservation, une en damas violet pour les fêtes et cérémonies et une autre noire pour la sortie de charge et les services funèbres ultérieures. Pour chaque robe, il y a une tenue d'été et une tenue d'hiver. Il dispose aussi d'un couvre-chef. Ce dernier est une toque en velours noir si la personne n'est pas graduée en droit, et un bonnet carré s'il l'est.
Les échevins disposent d'armoiries. Au XVIIIe siècle, un armoiriste, Chaussonnet, établit un Armorial des consuls de Lyon.

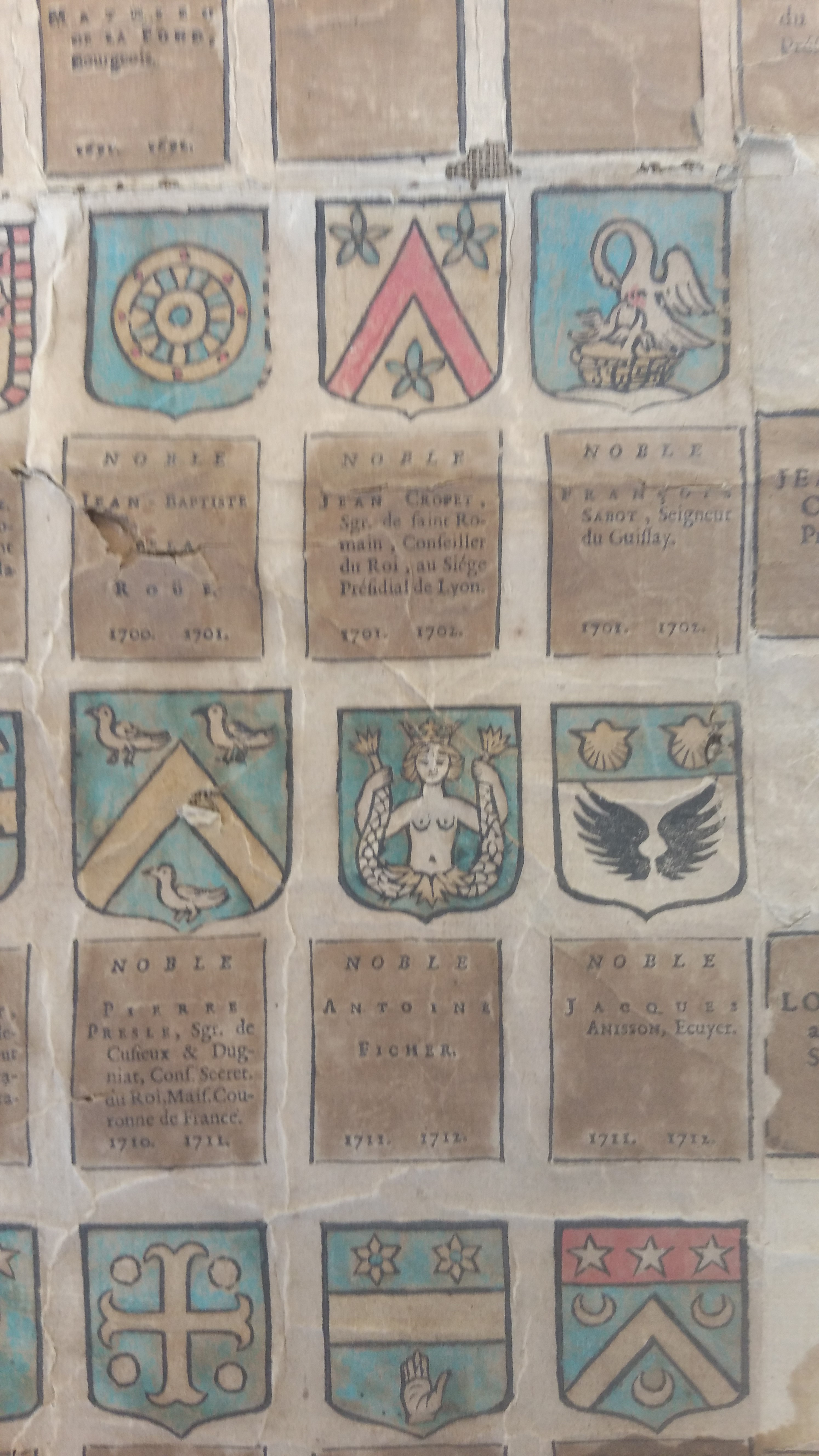
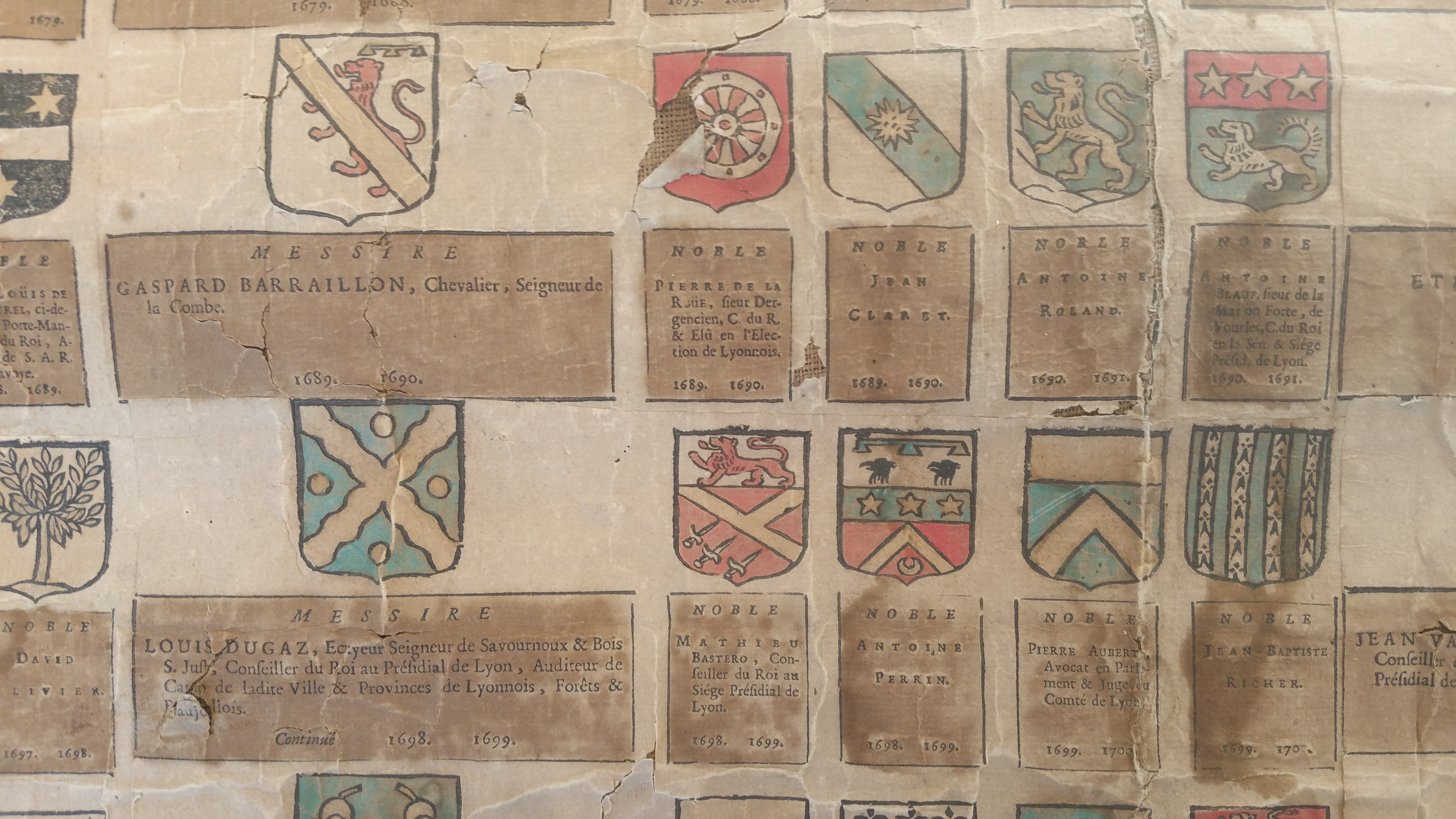
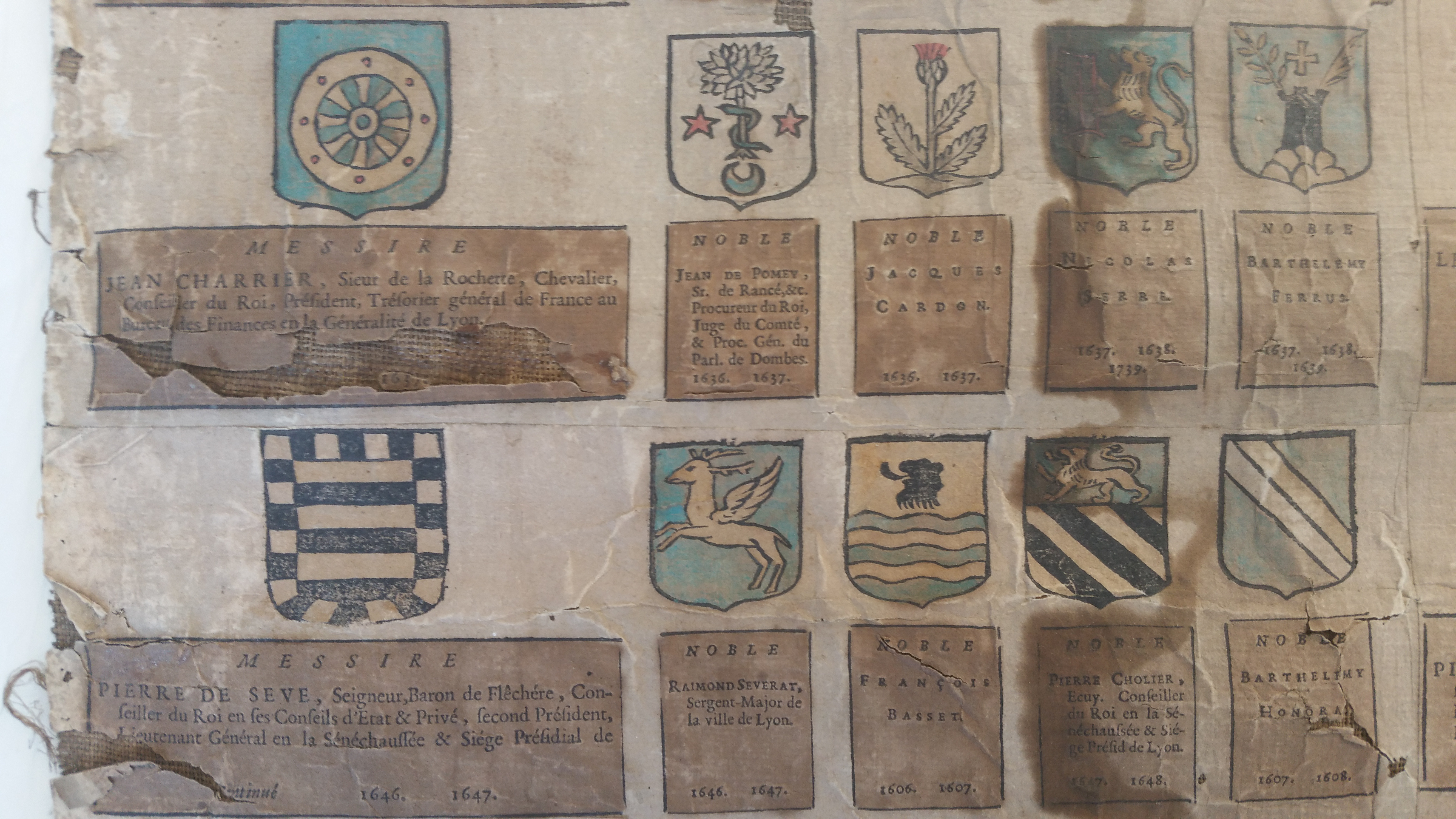
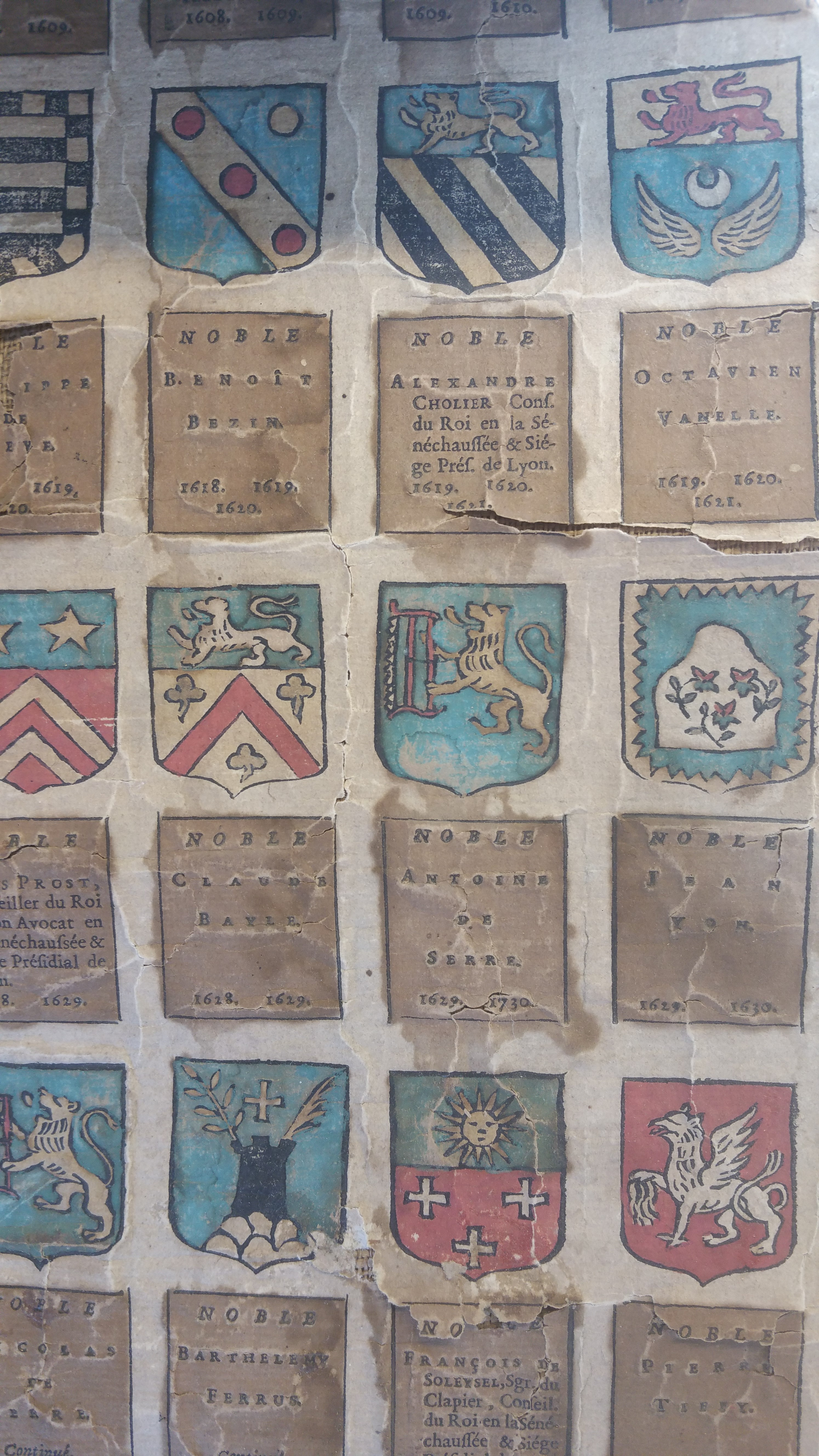
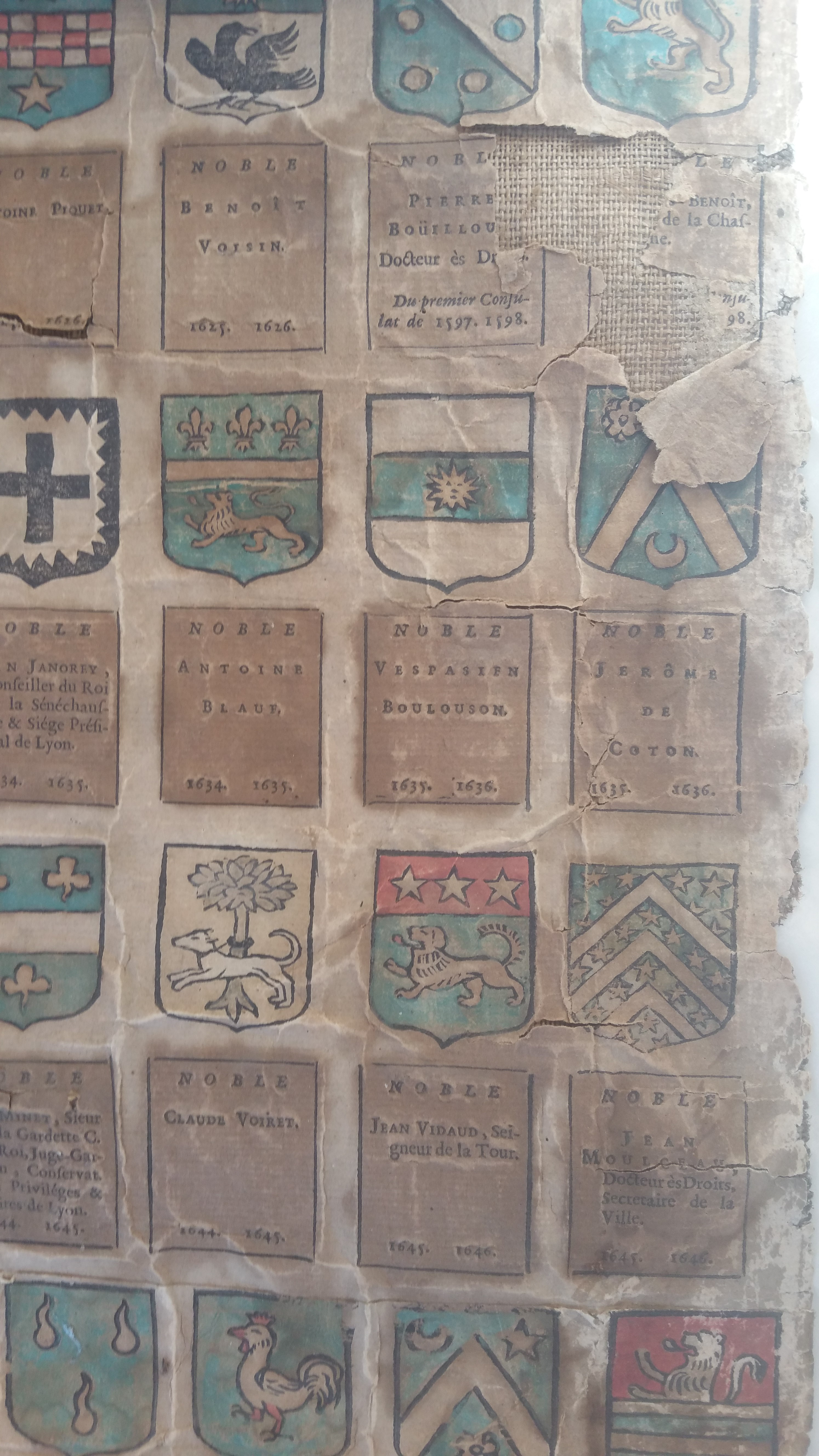
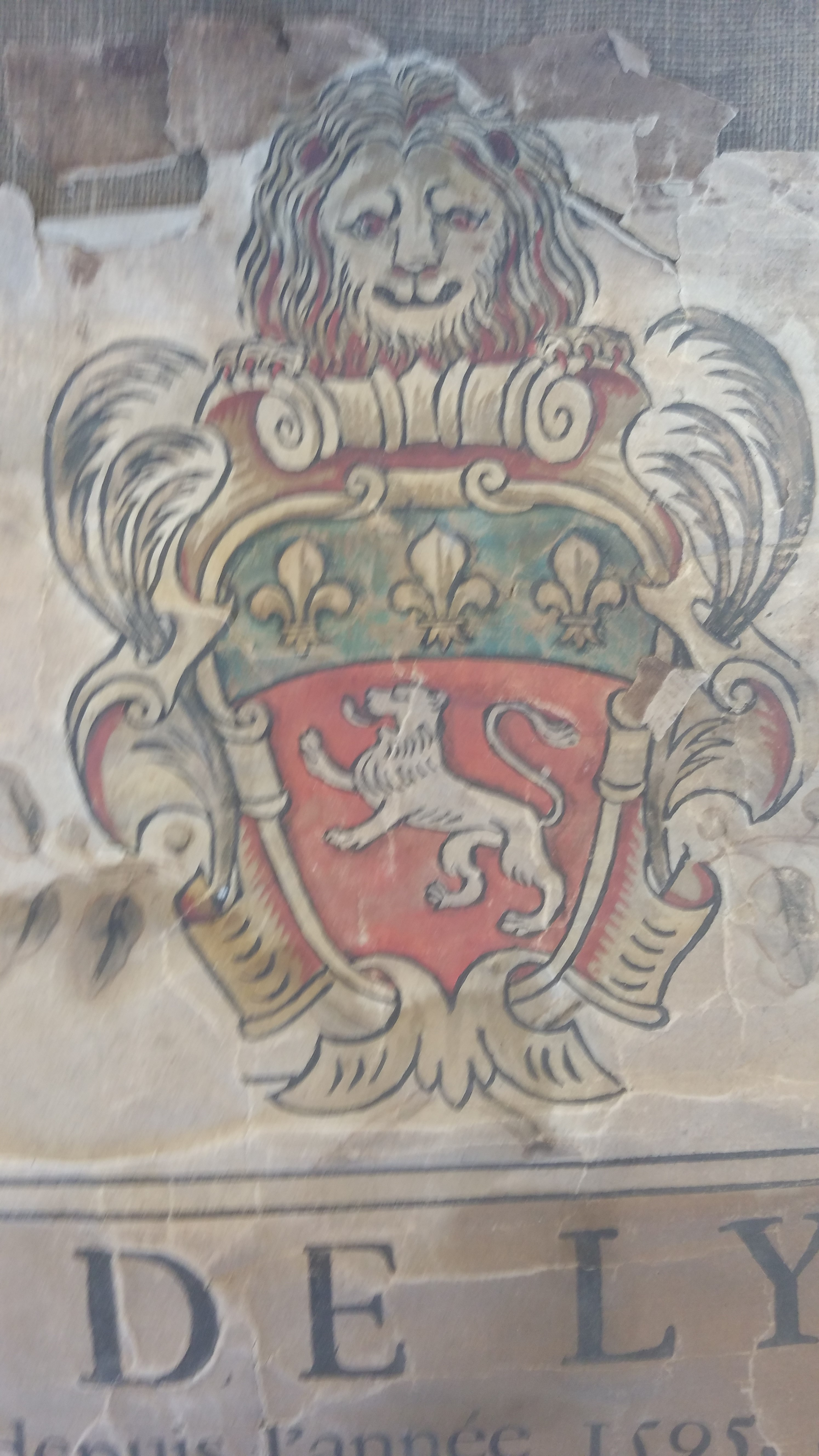
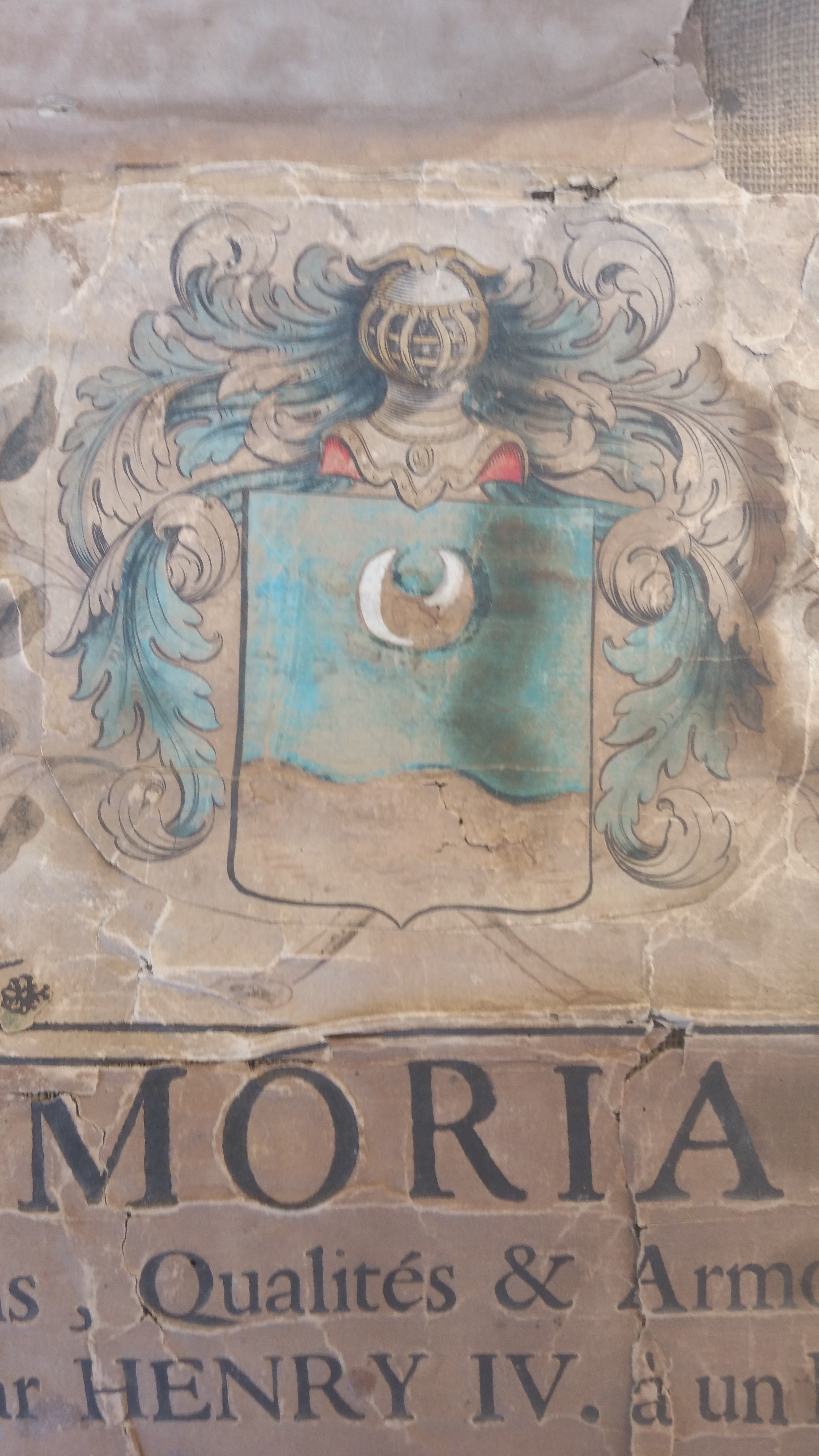
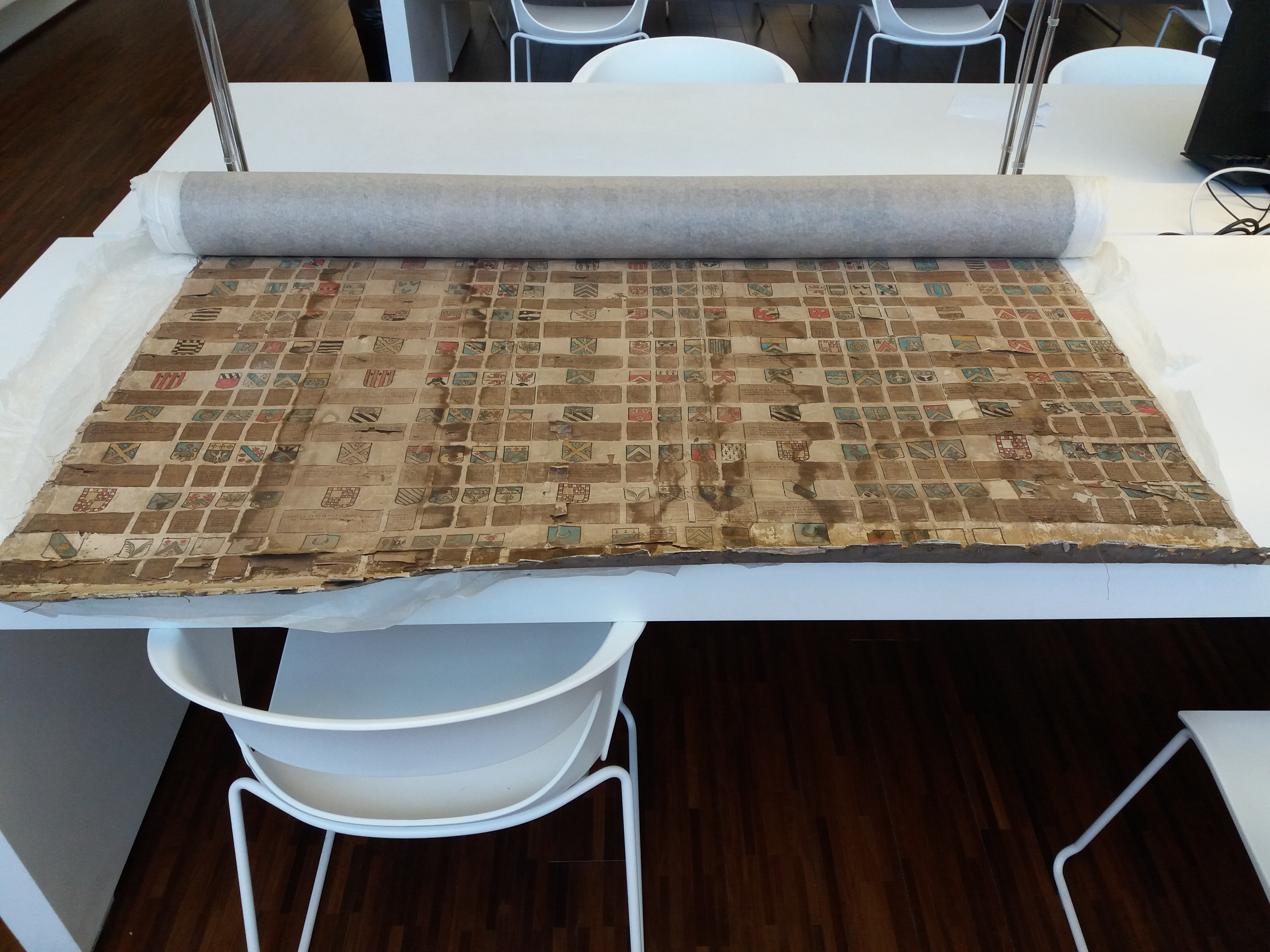

On conserve un autre armorial des échevins, intitulé "Armes et blasons, noms et qualités de messieurs les prévôts des marchands et échevins de la ville de Lyon" .

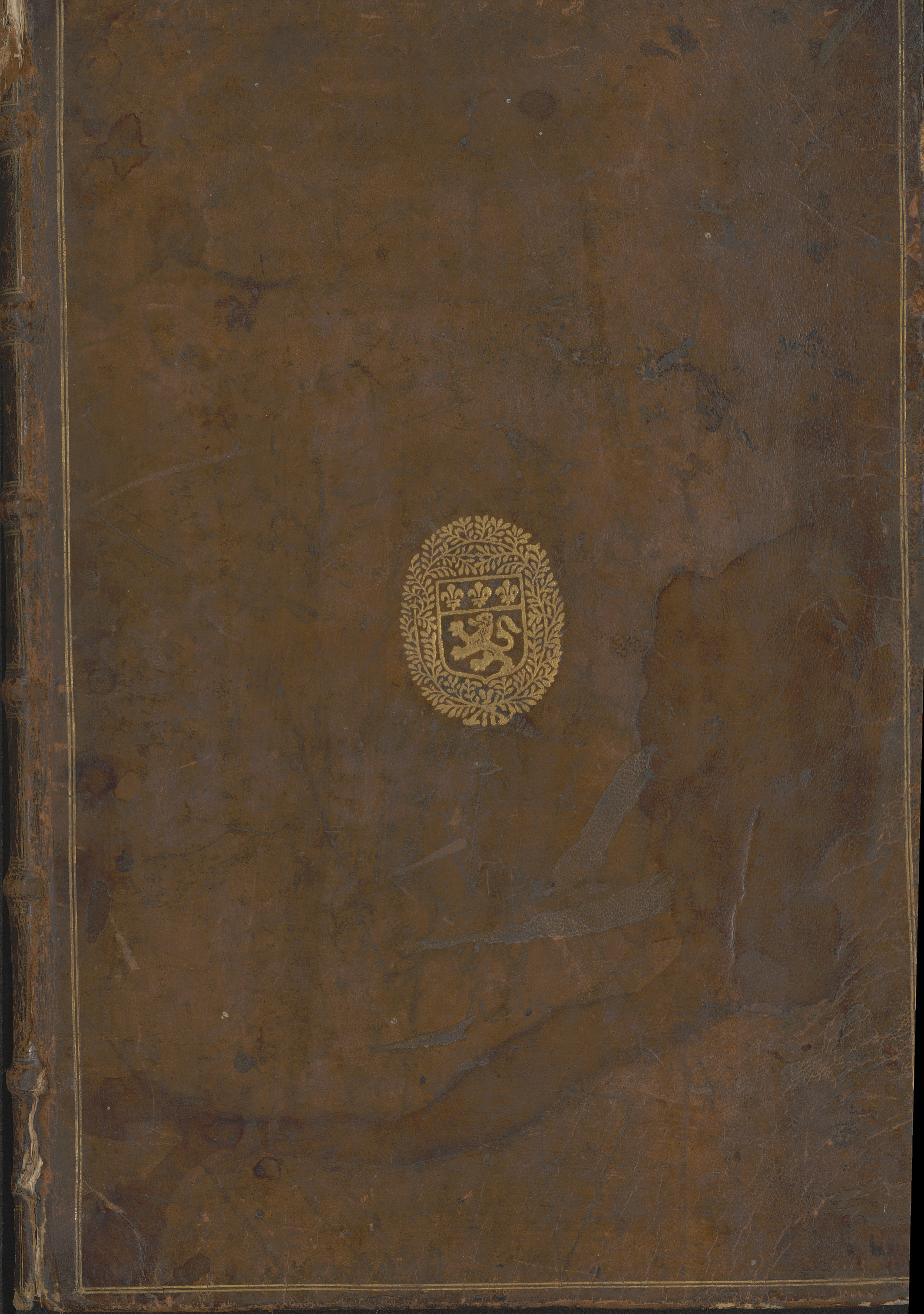
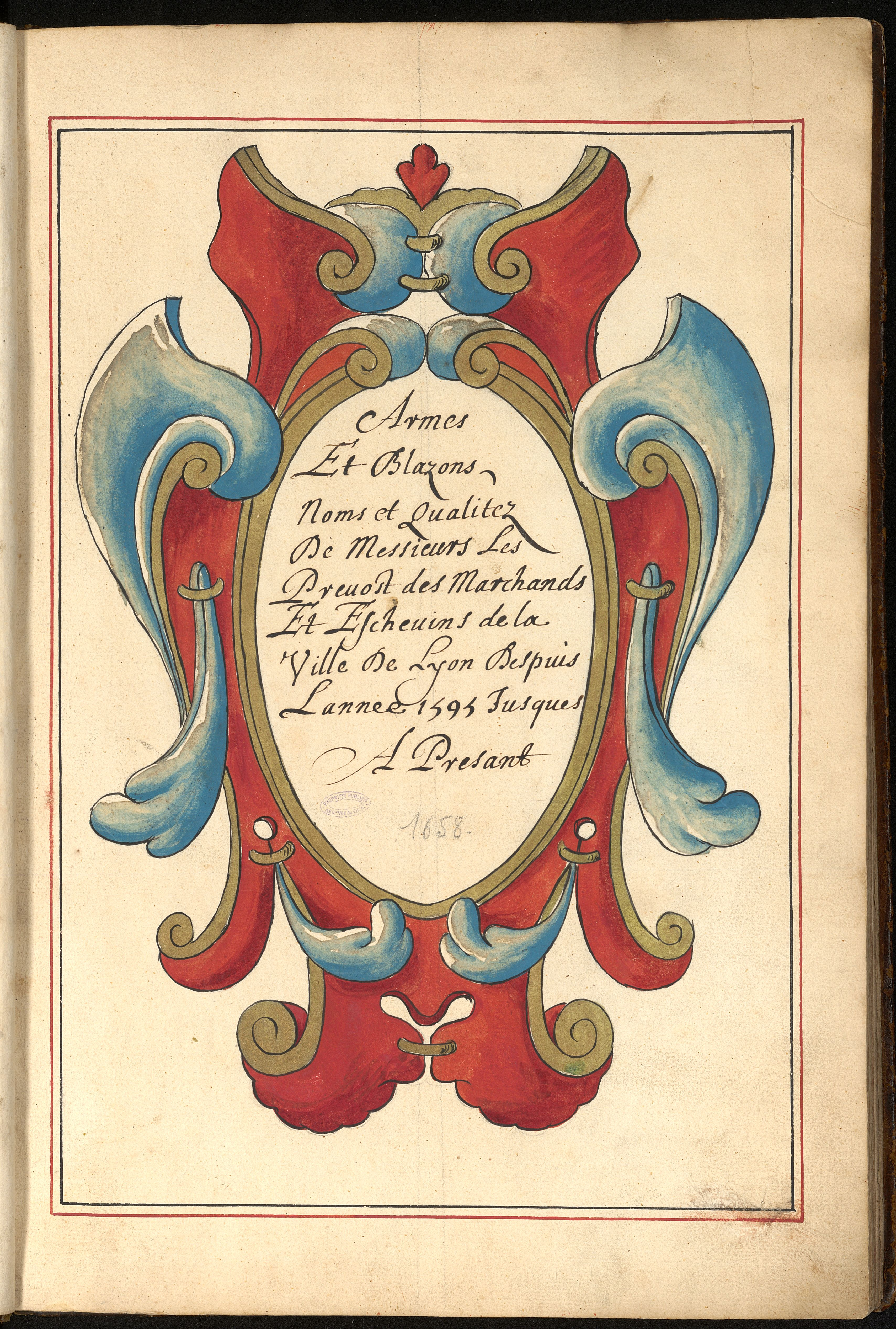
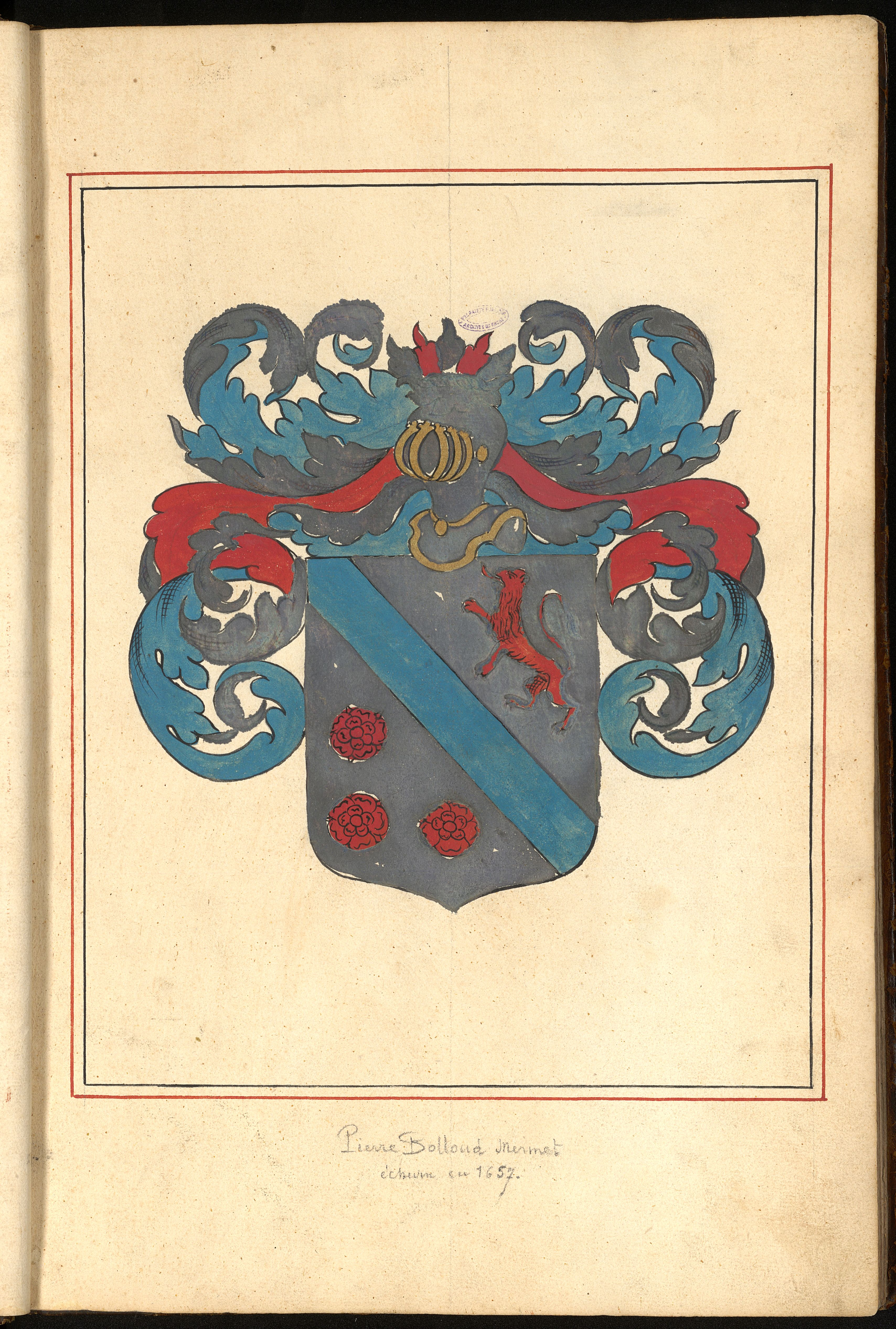
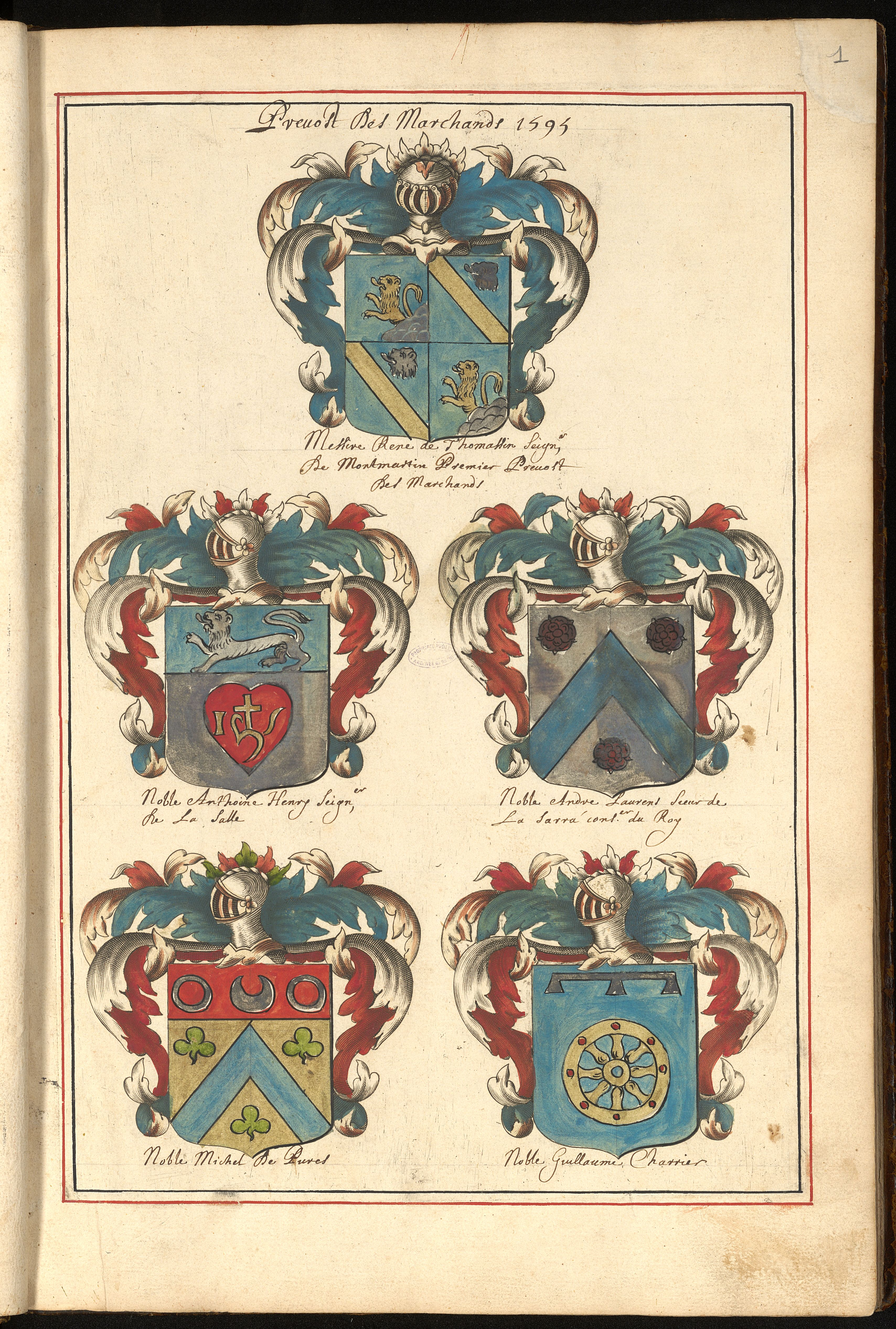
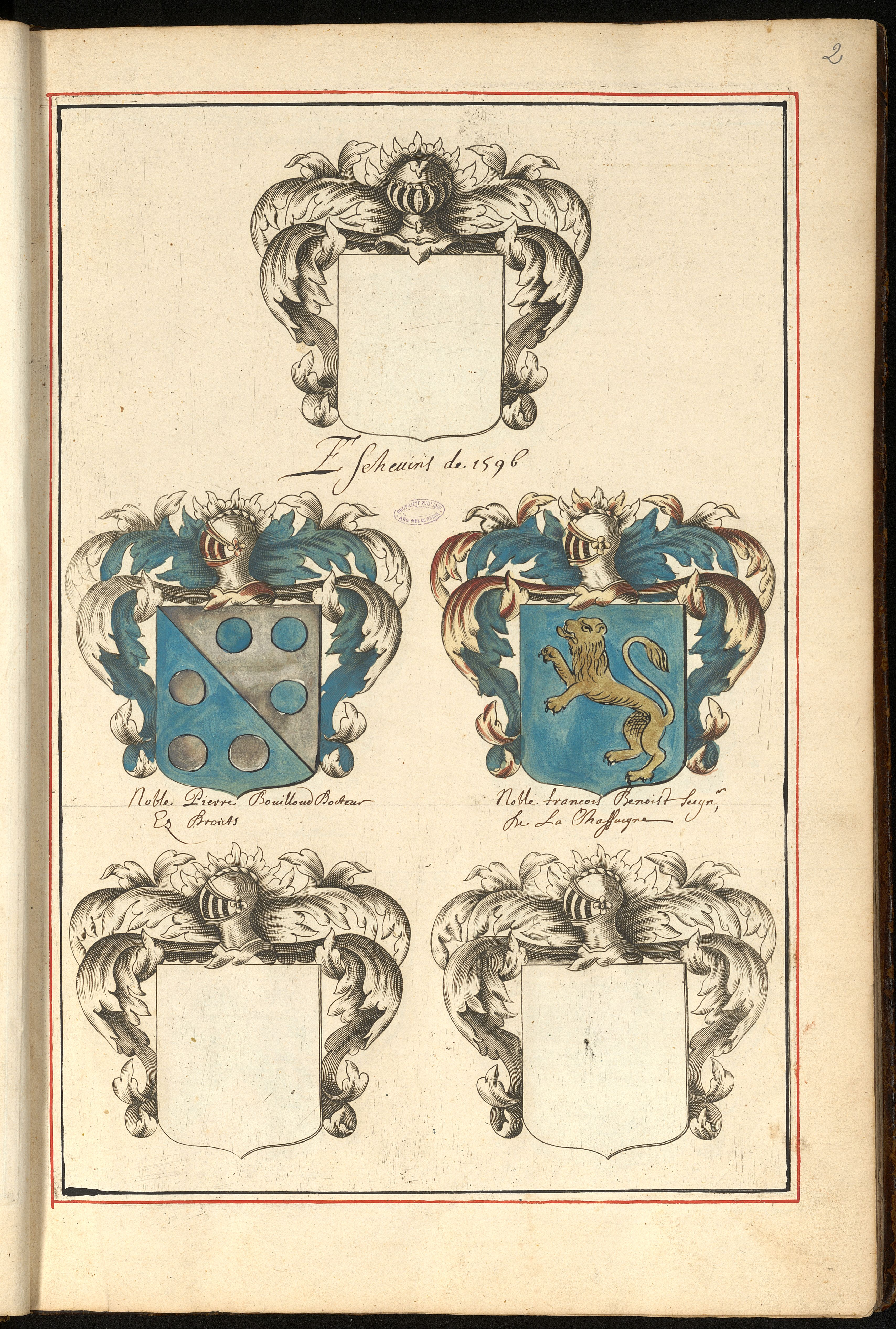
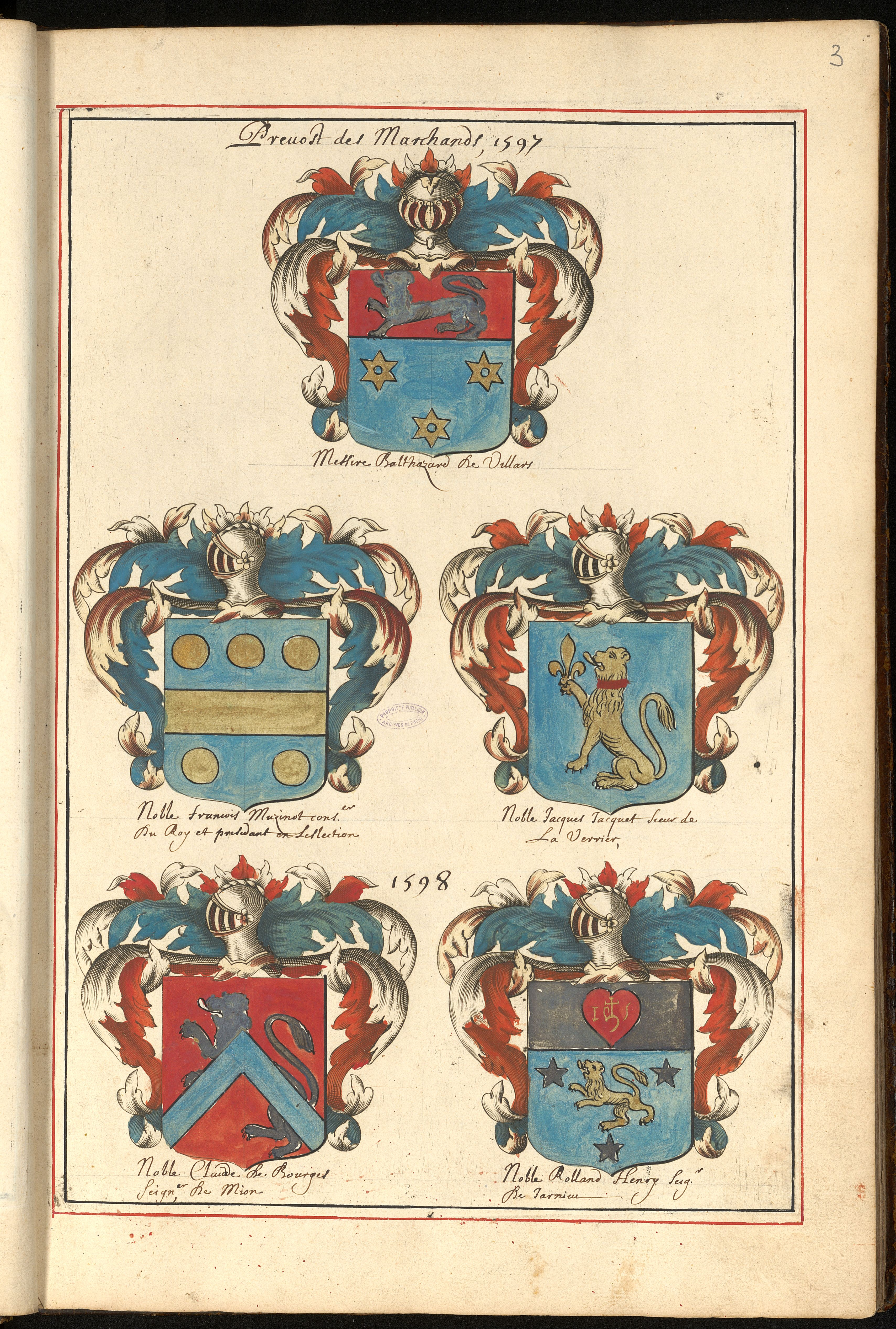
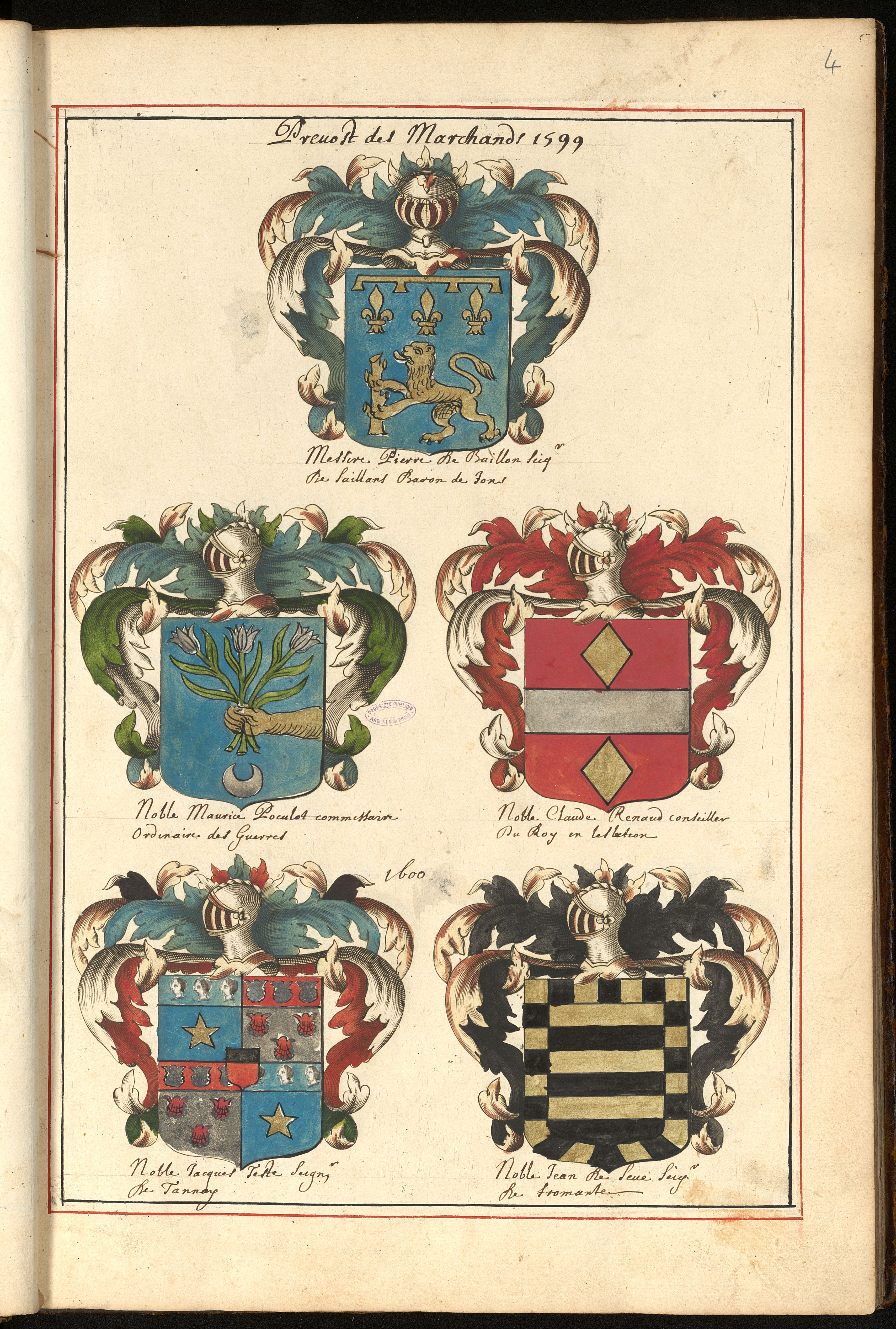
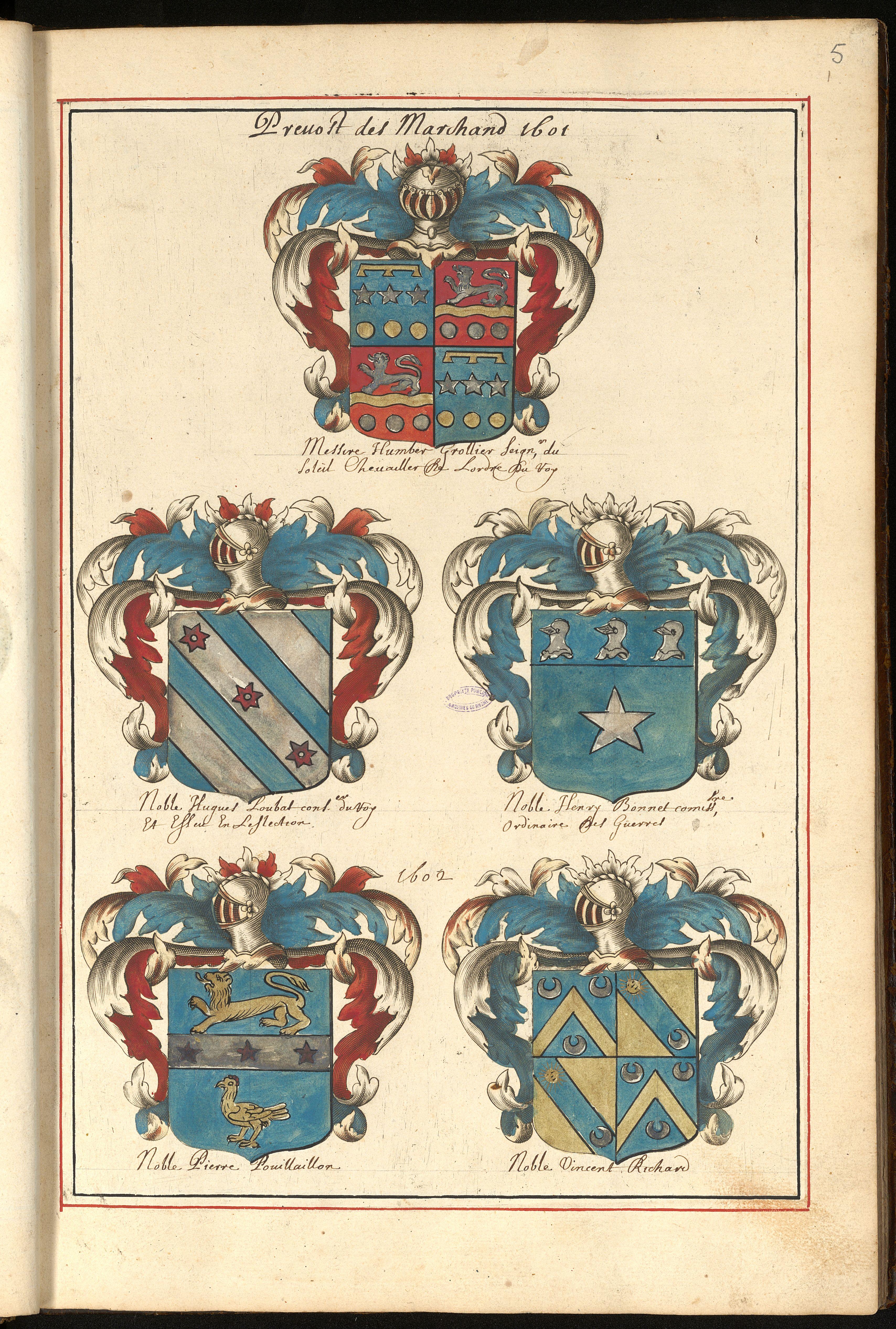
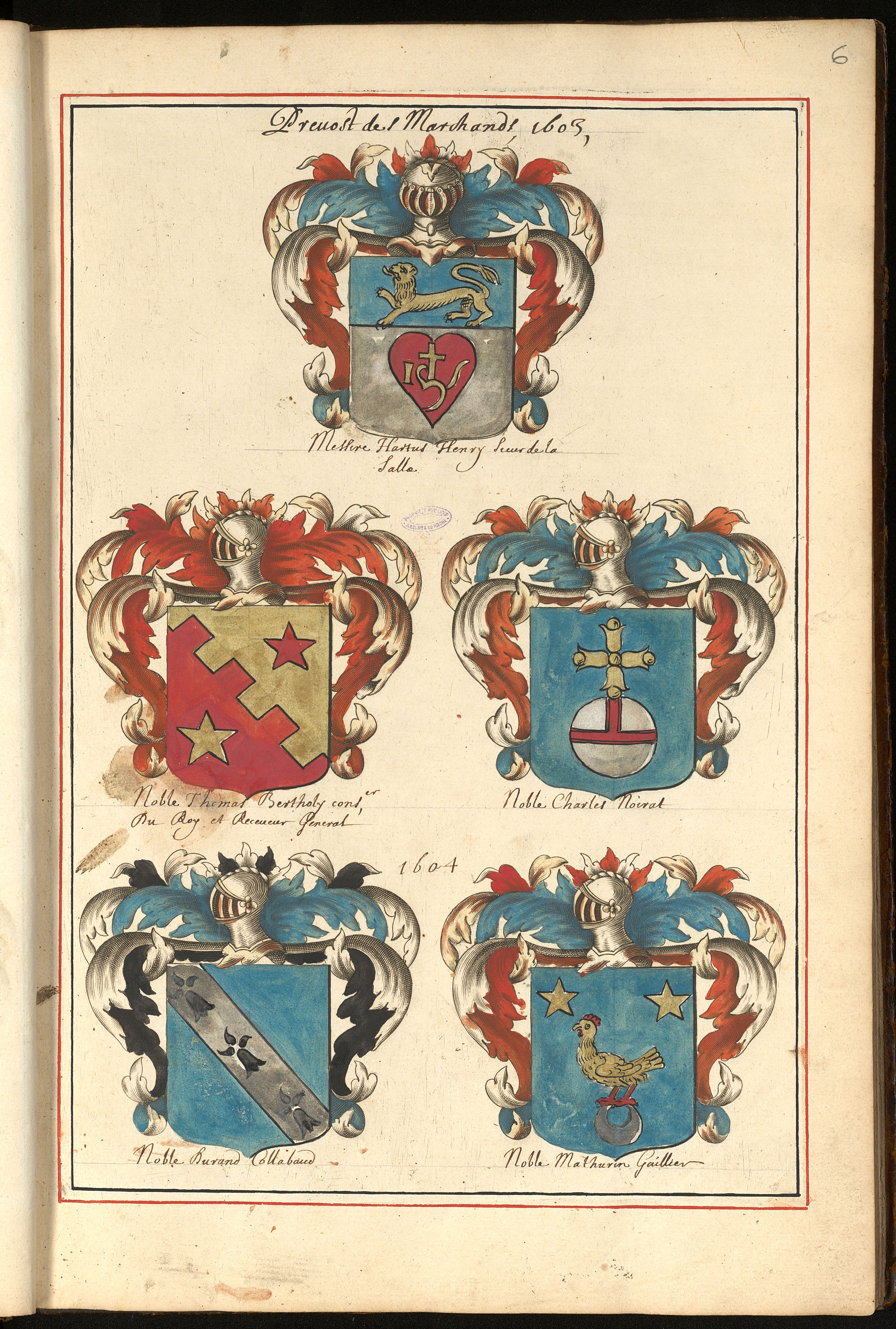
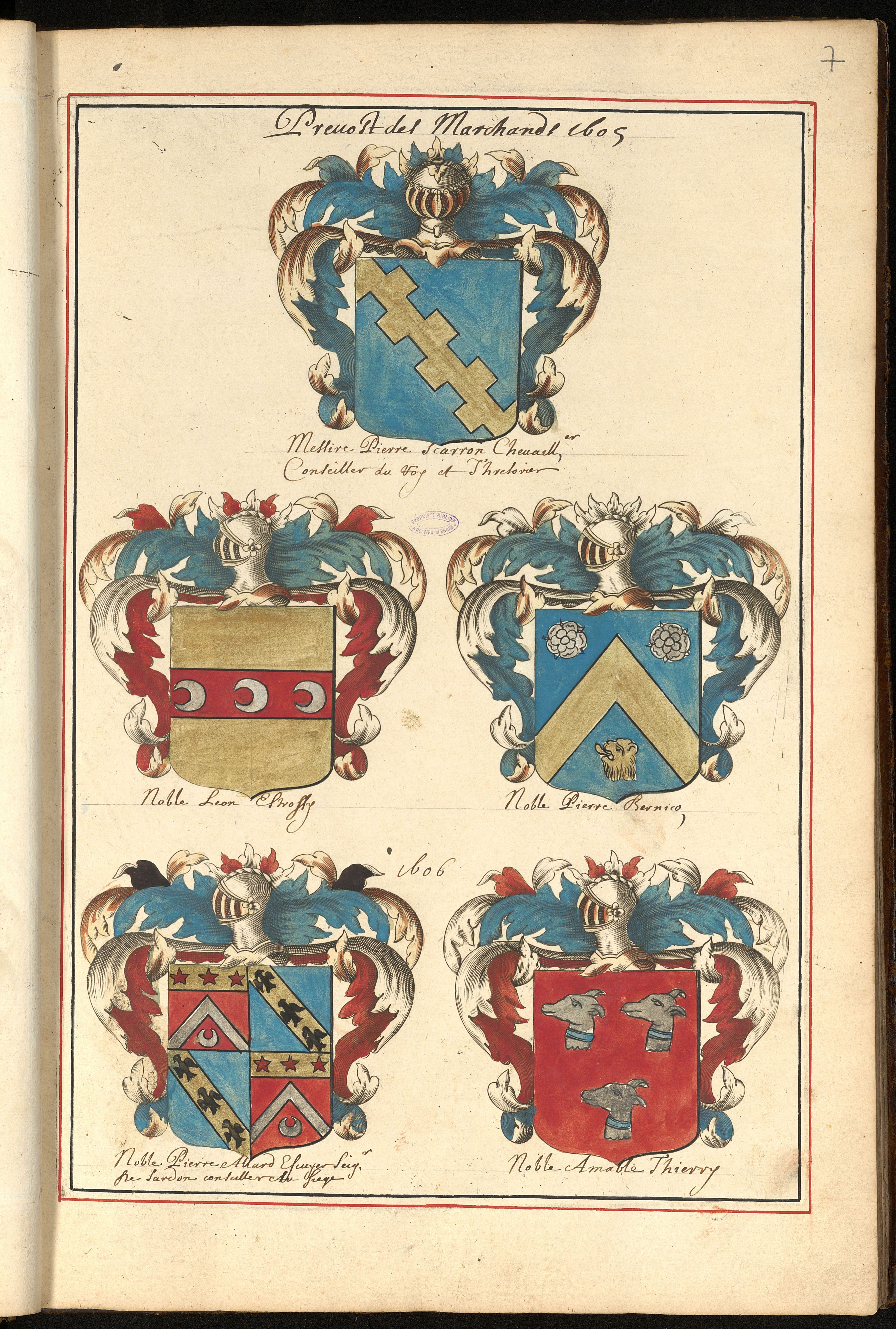
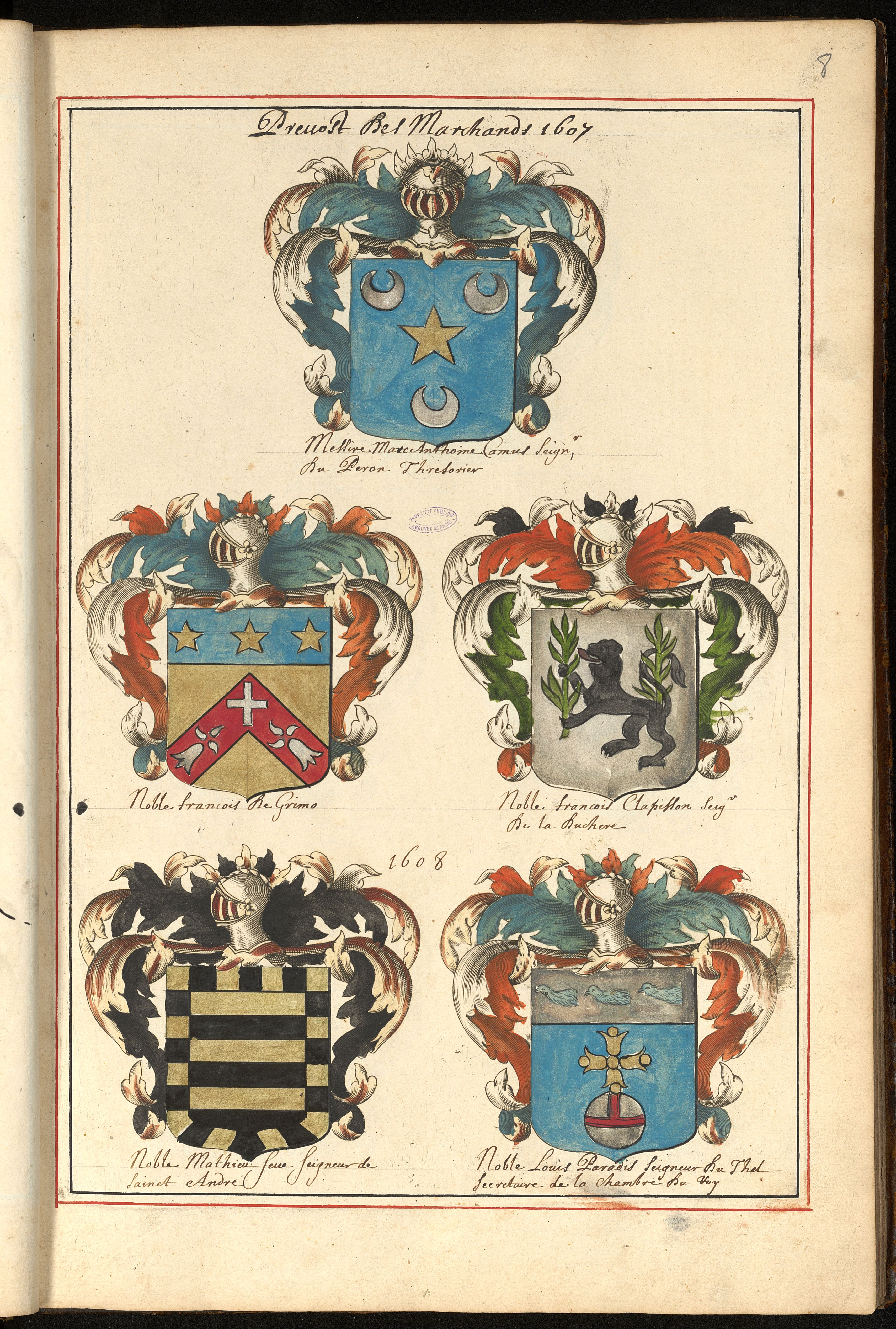
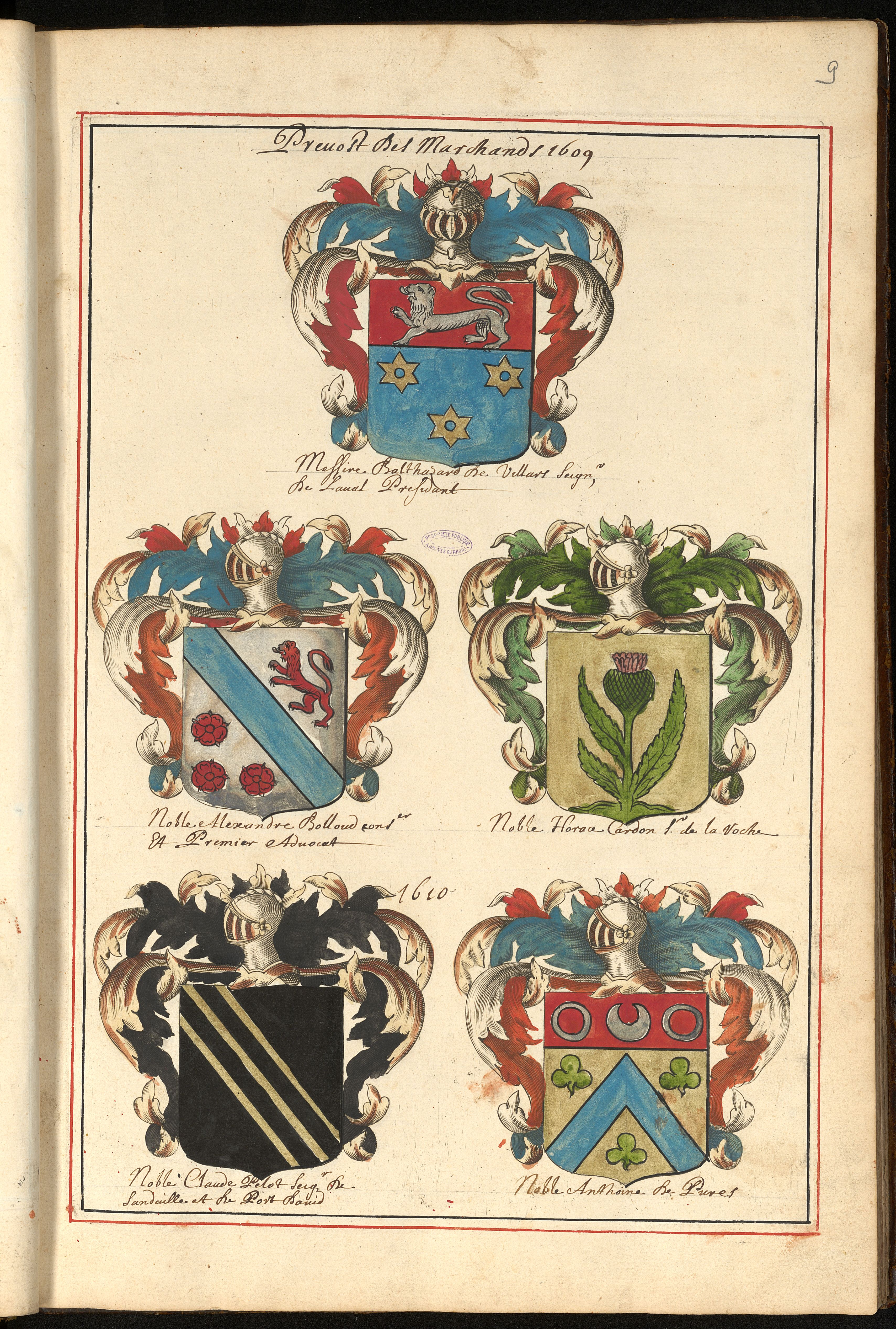
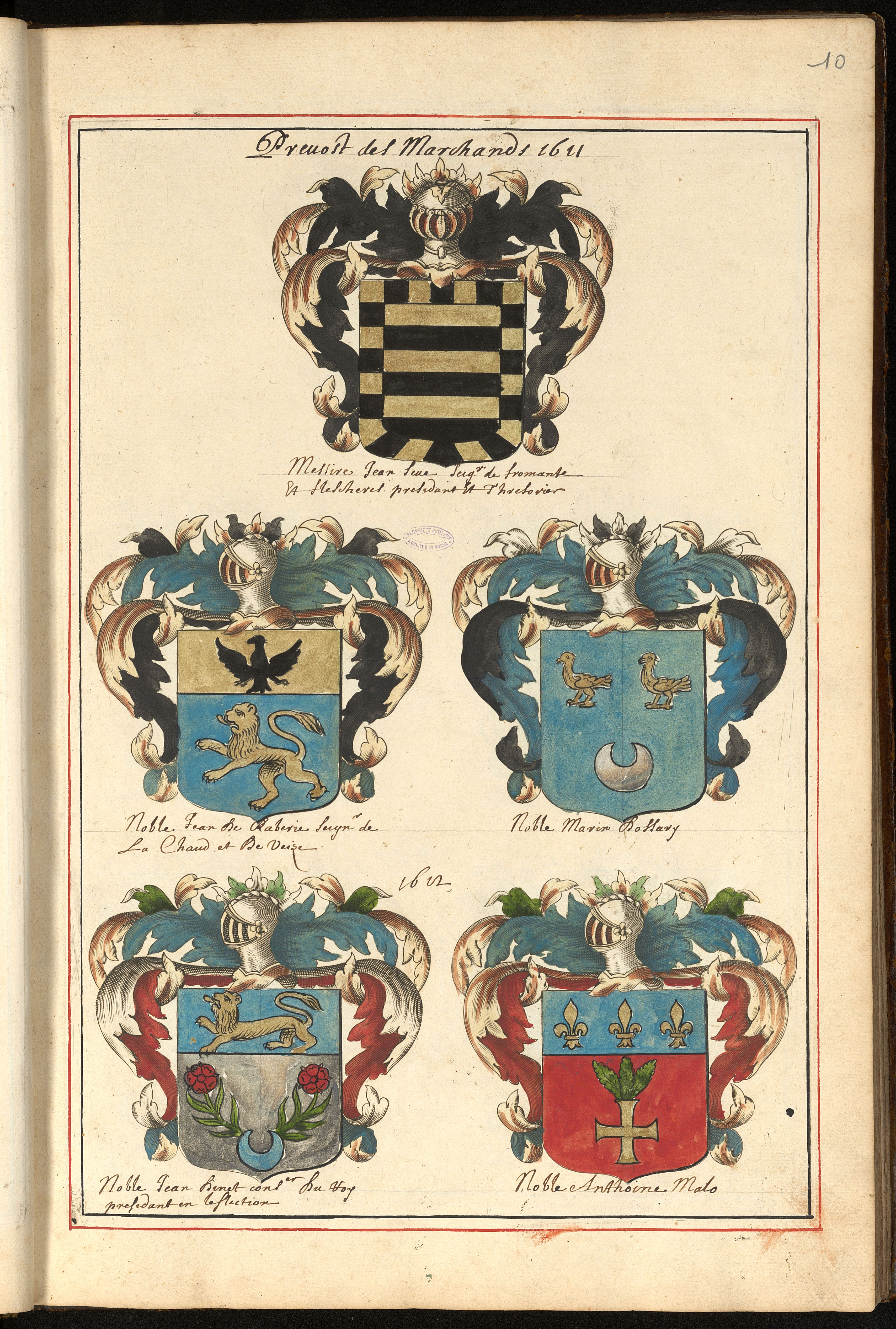
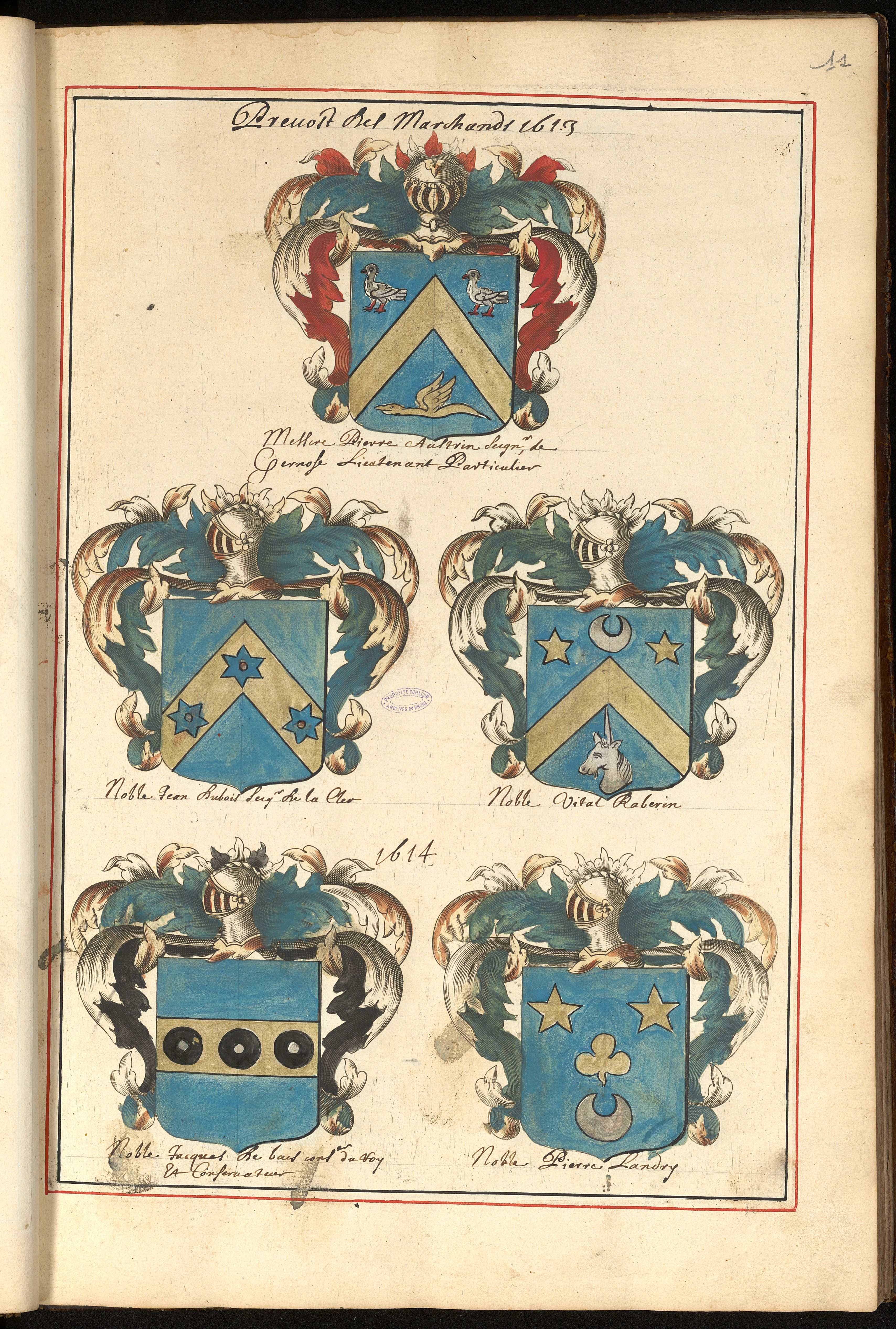
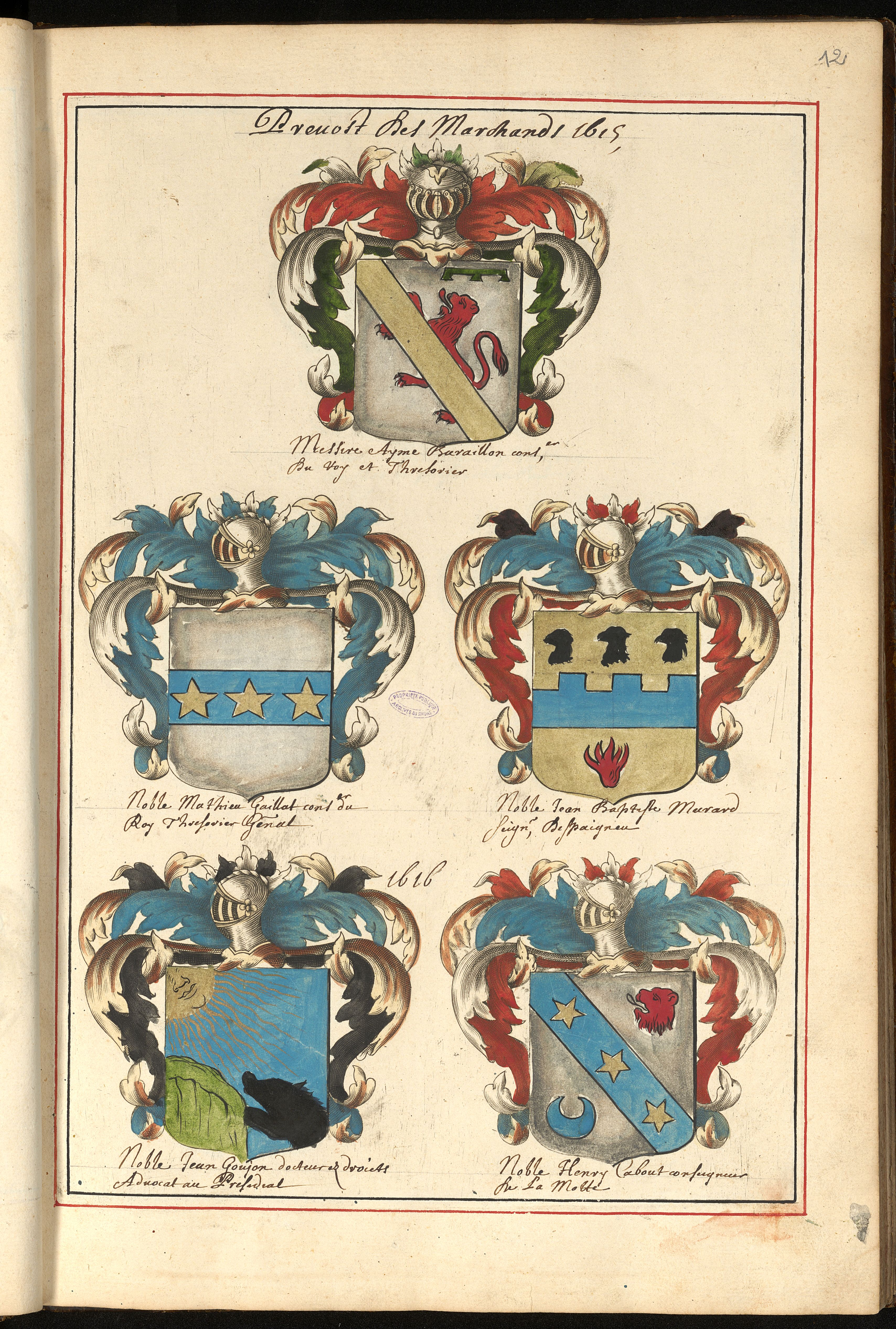
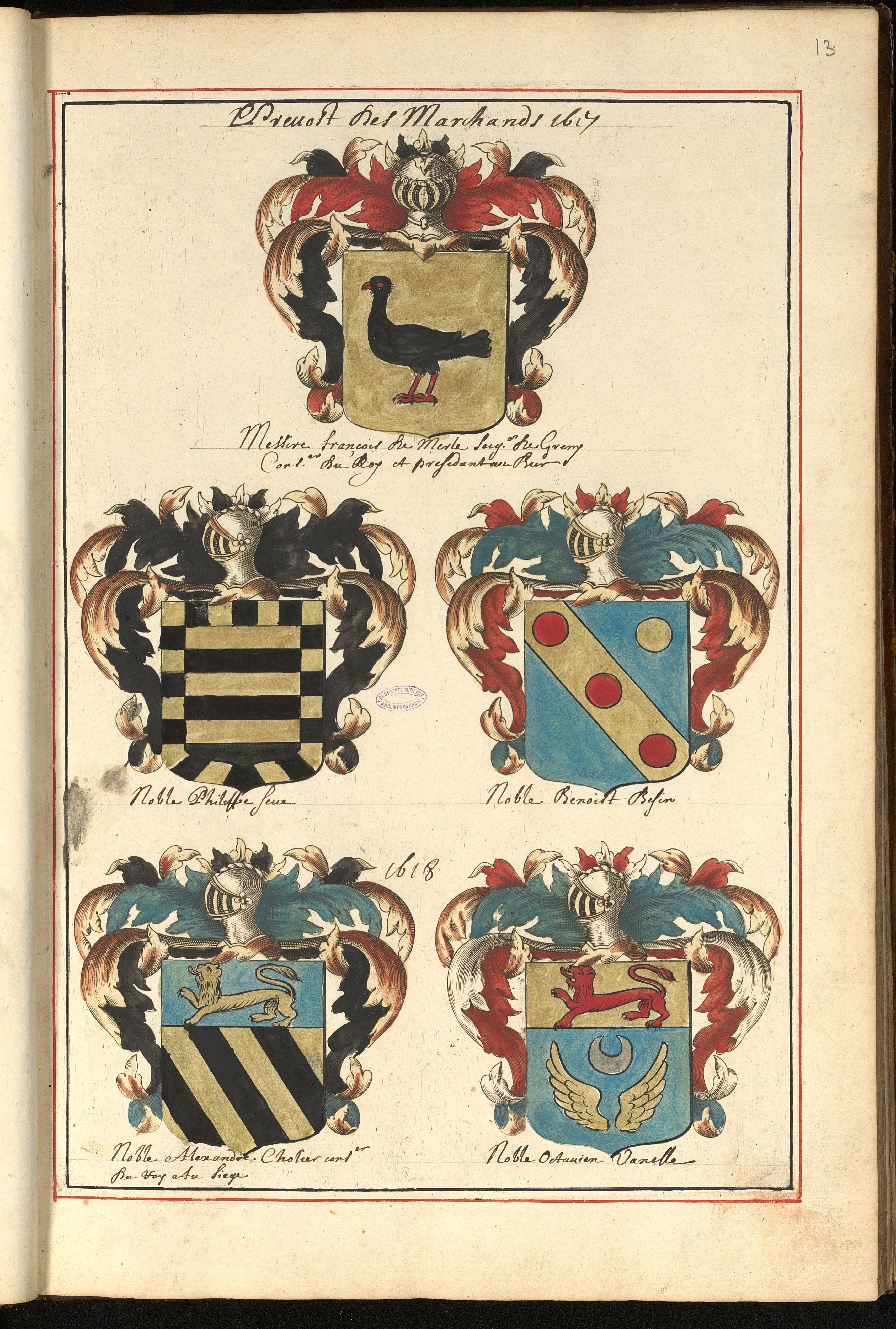
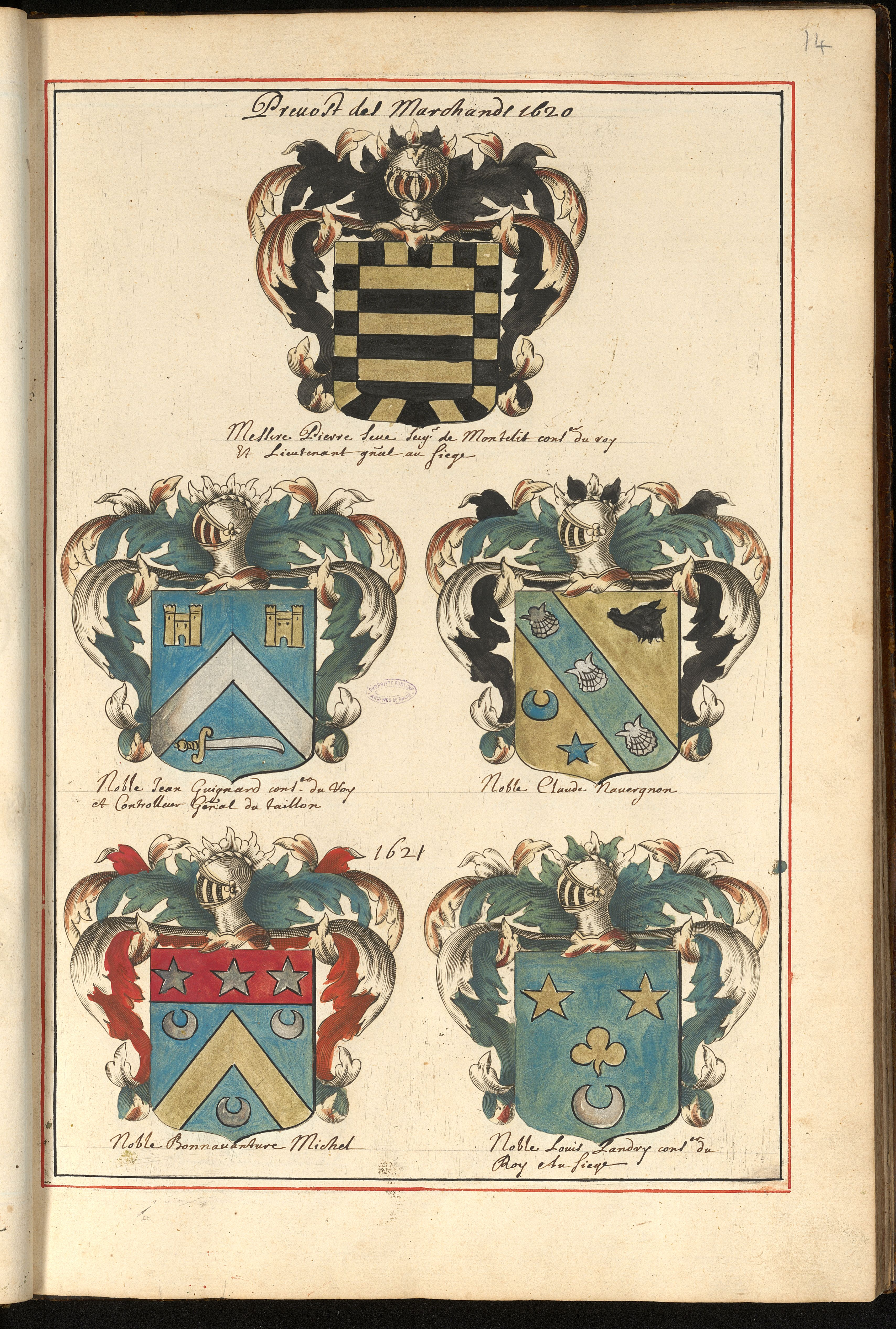
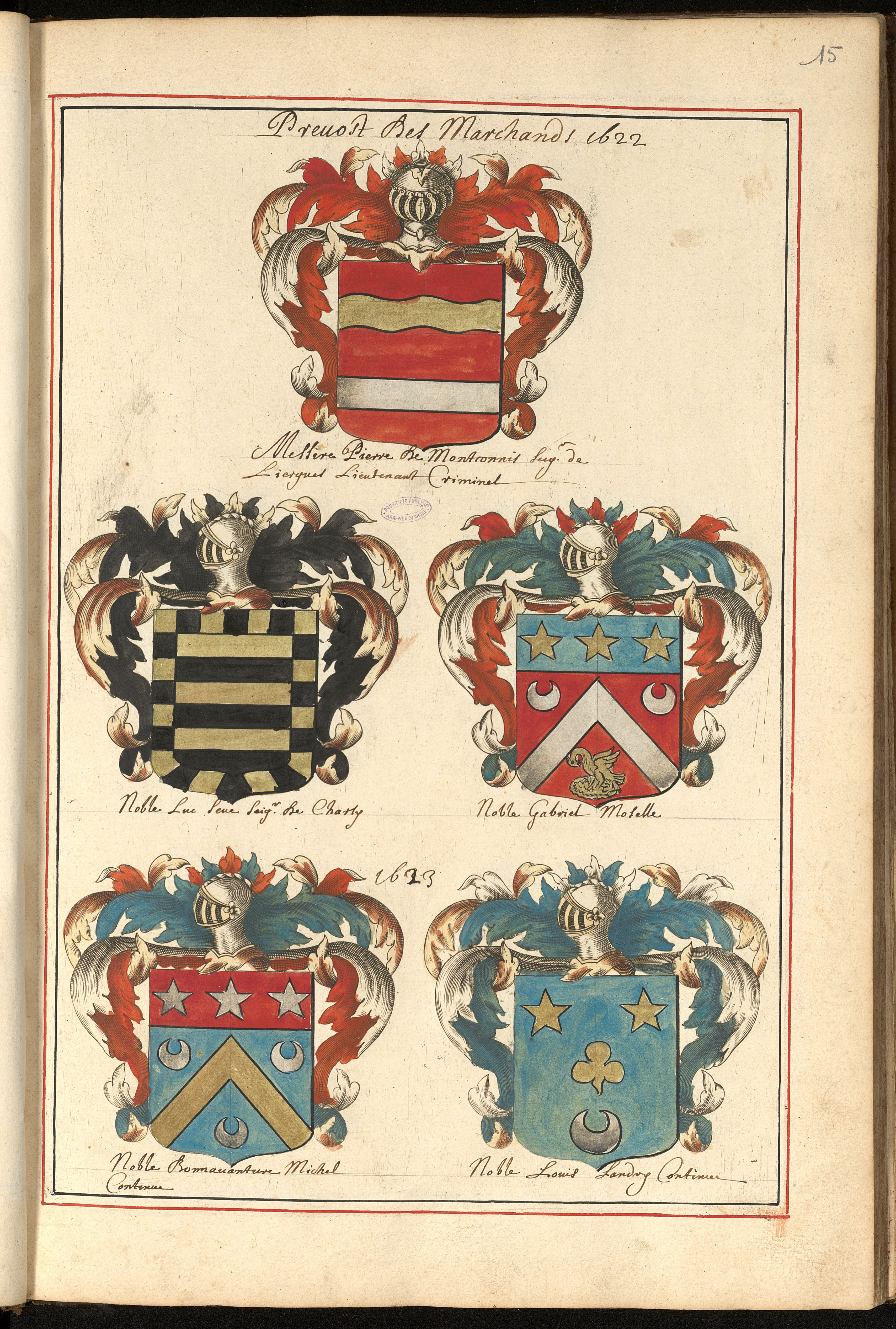
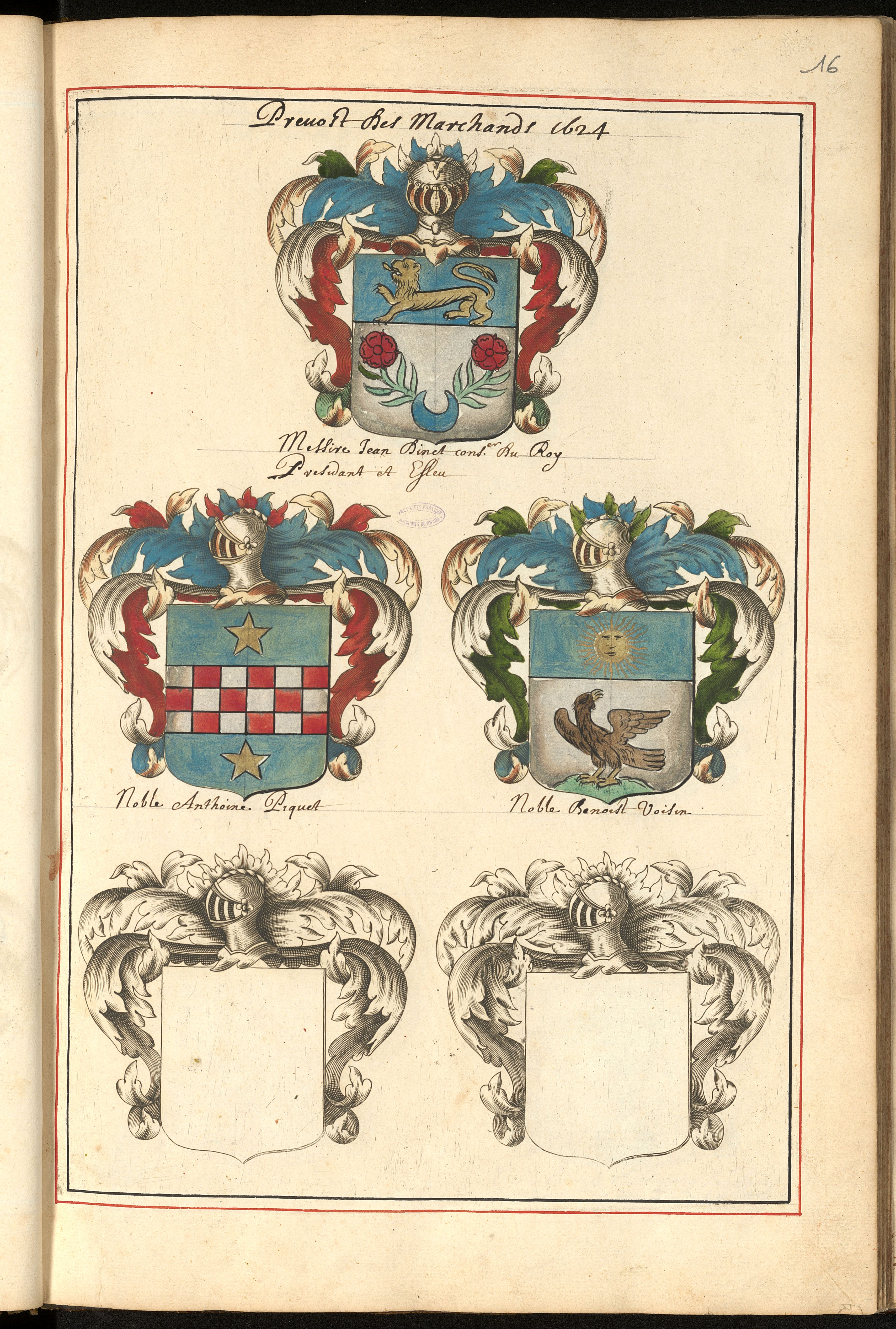
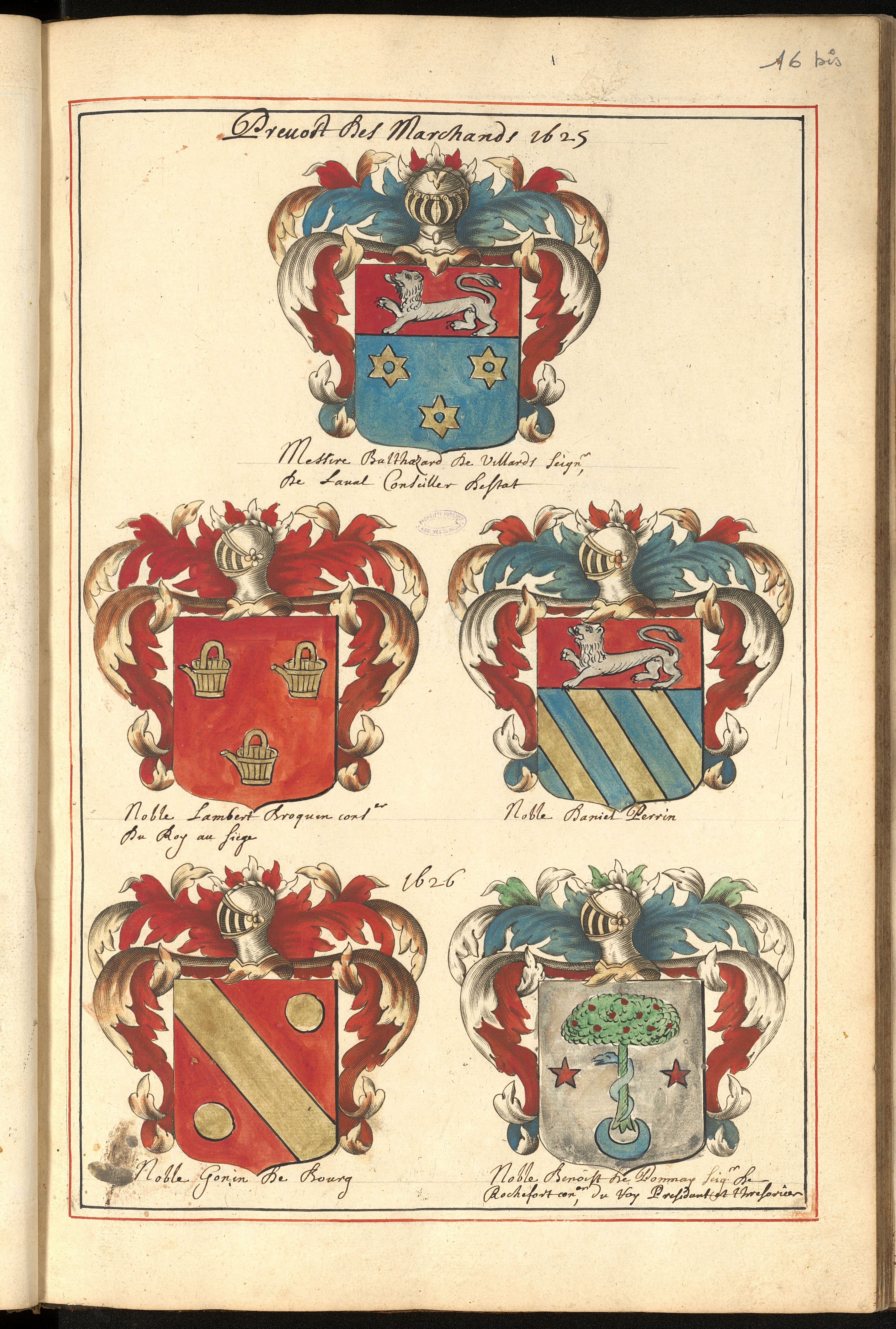
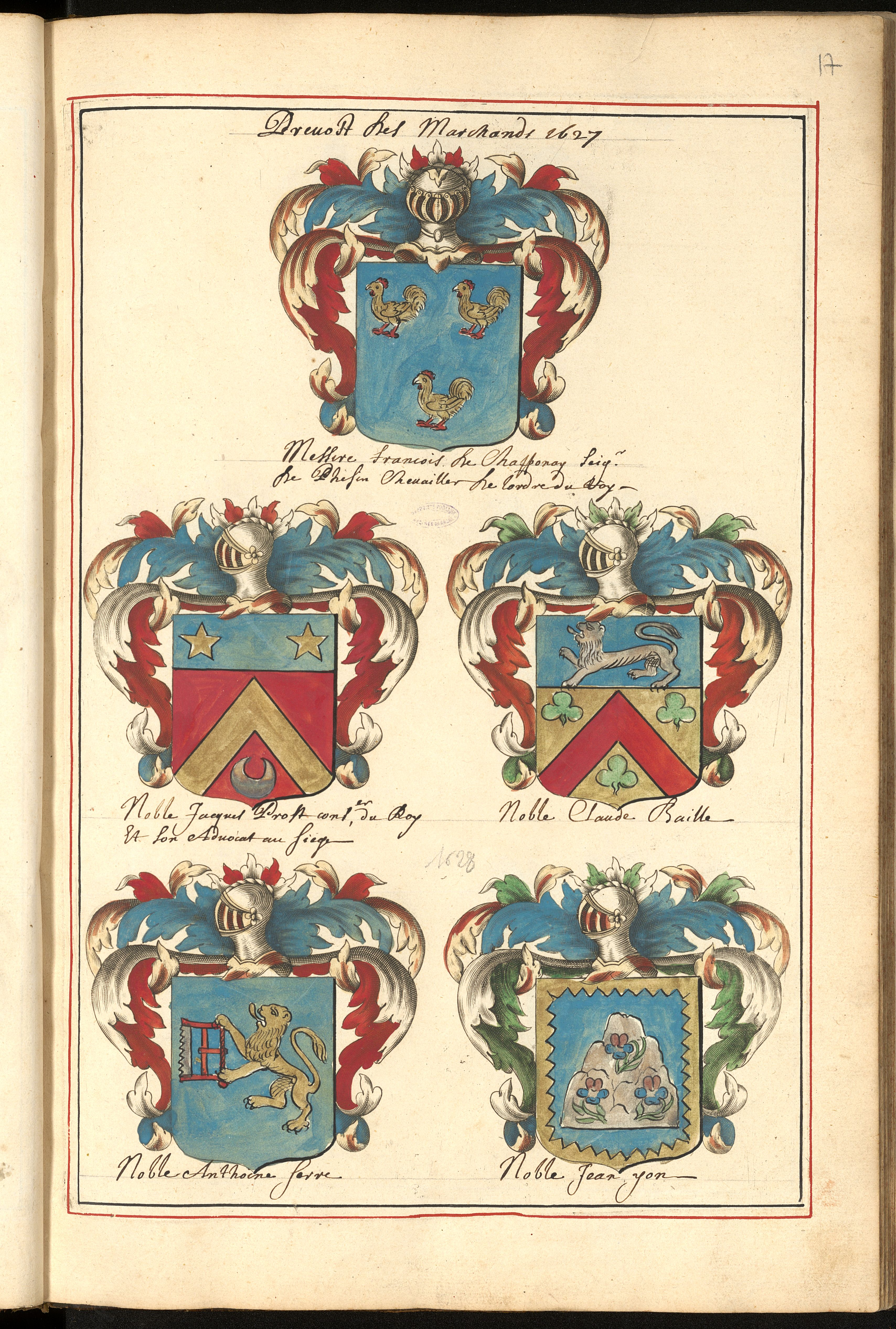
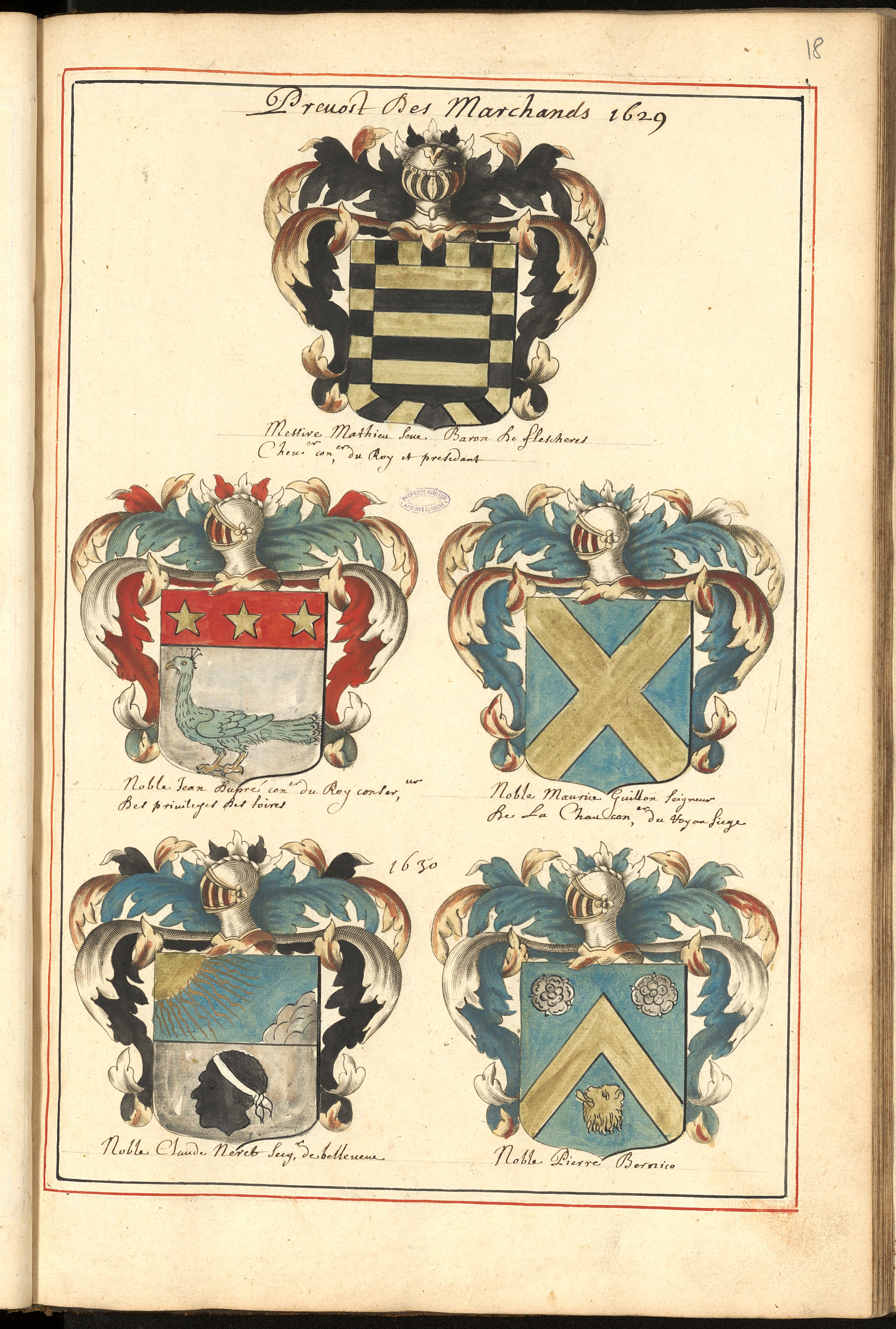
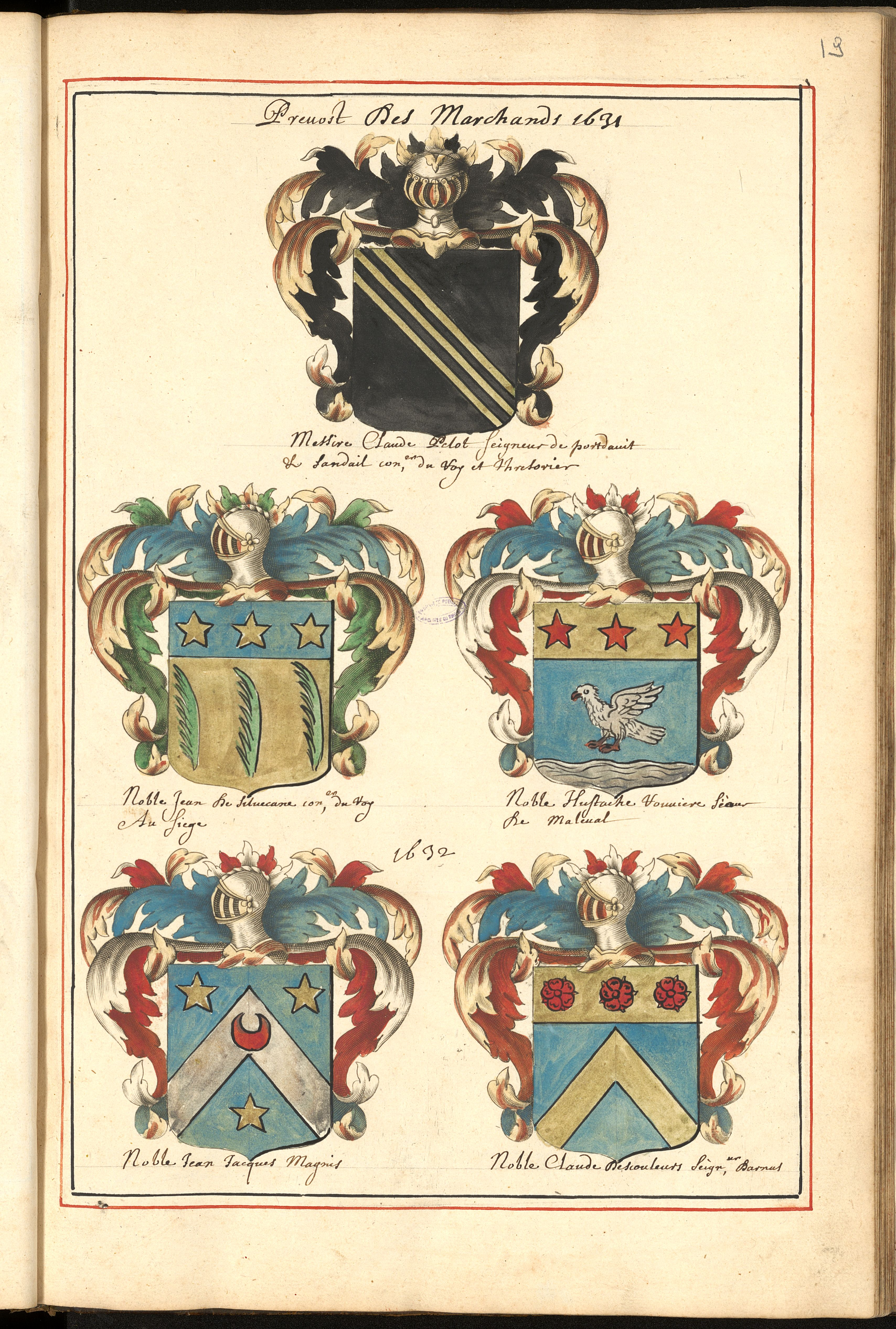
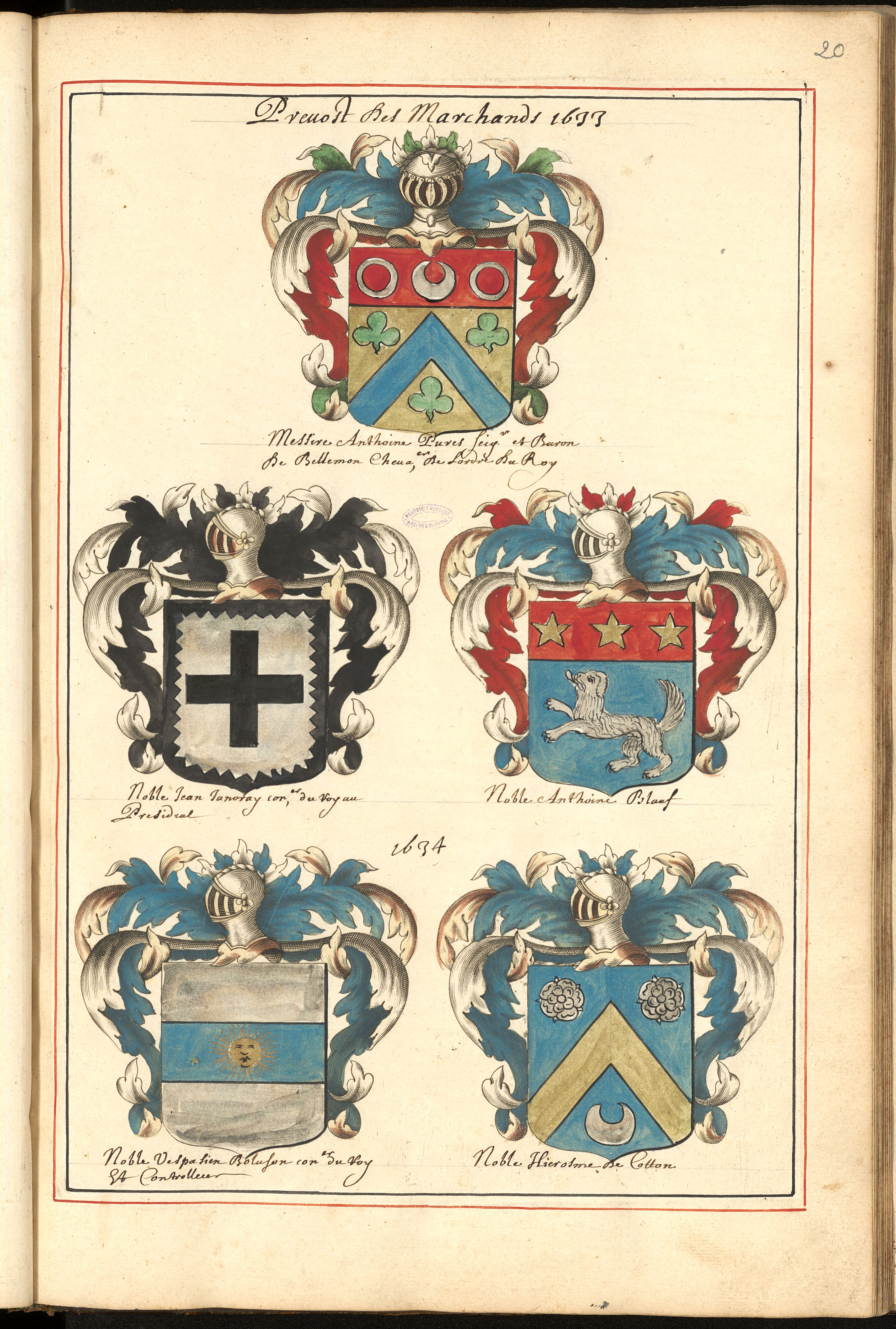
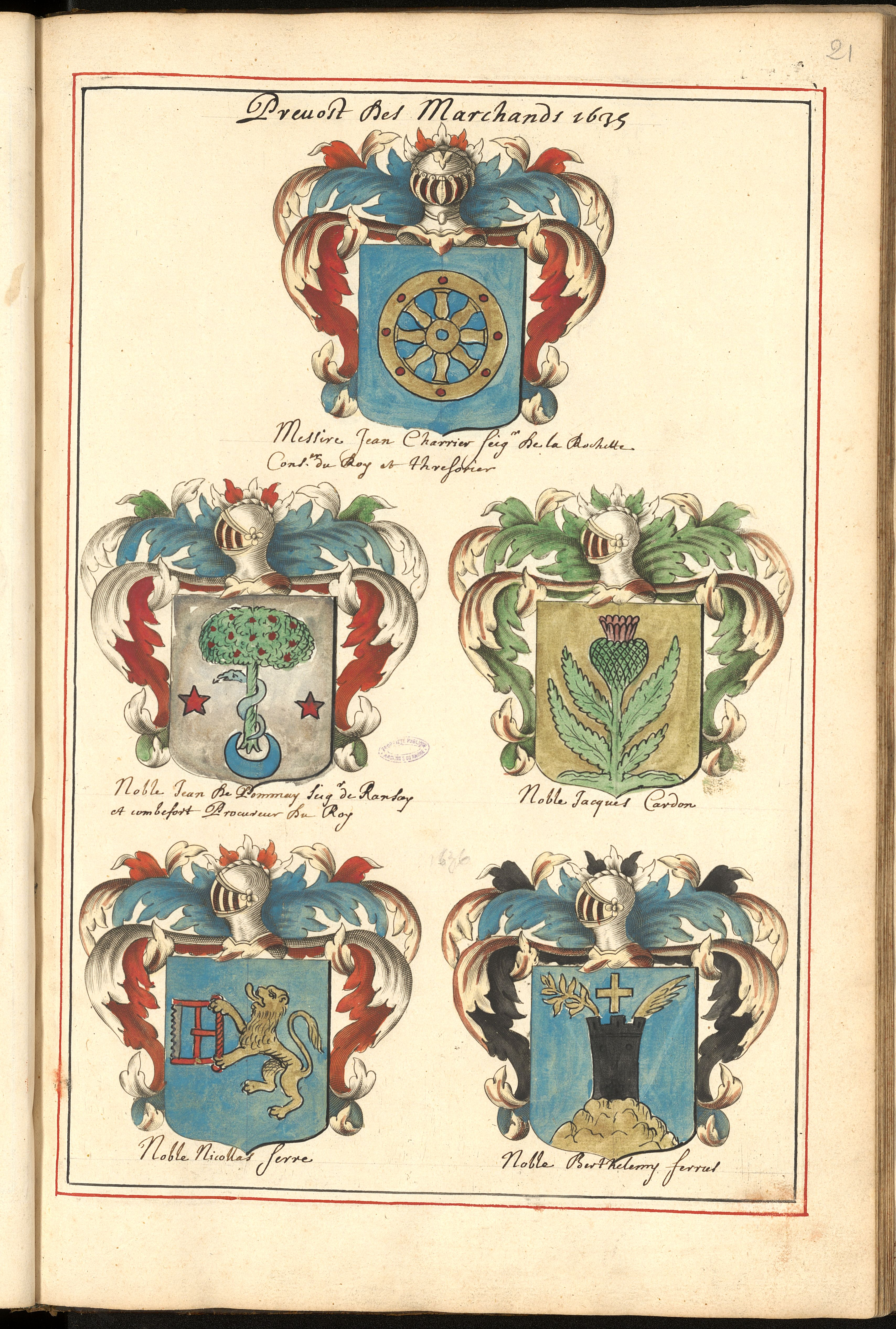
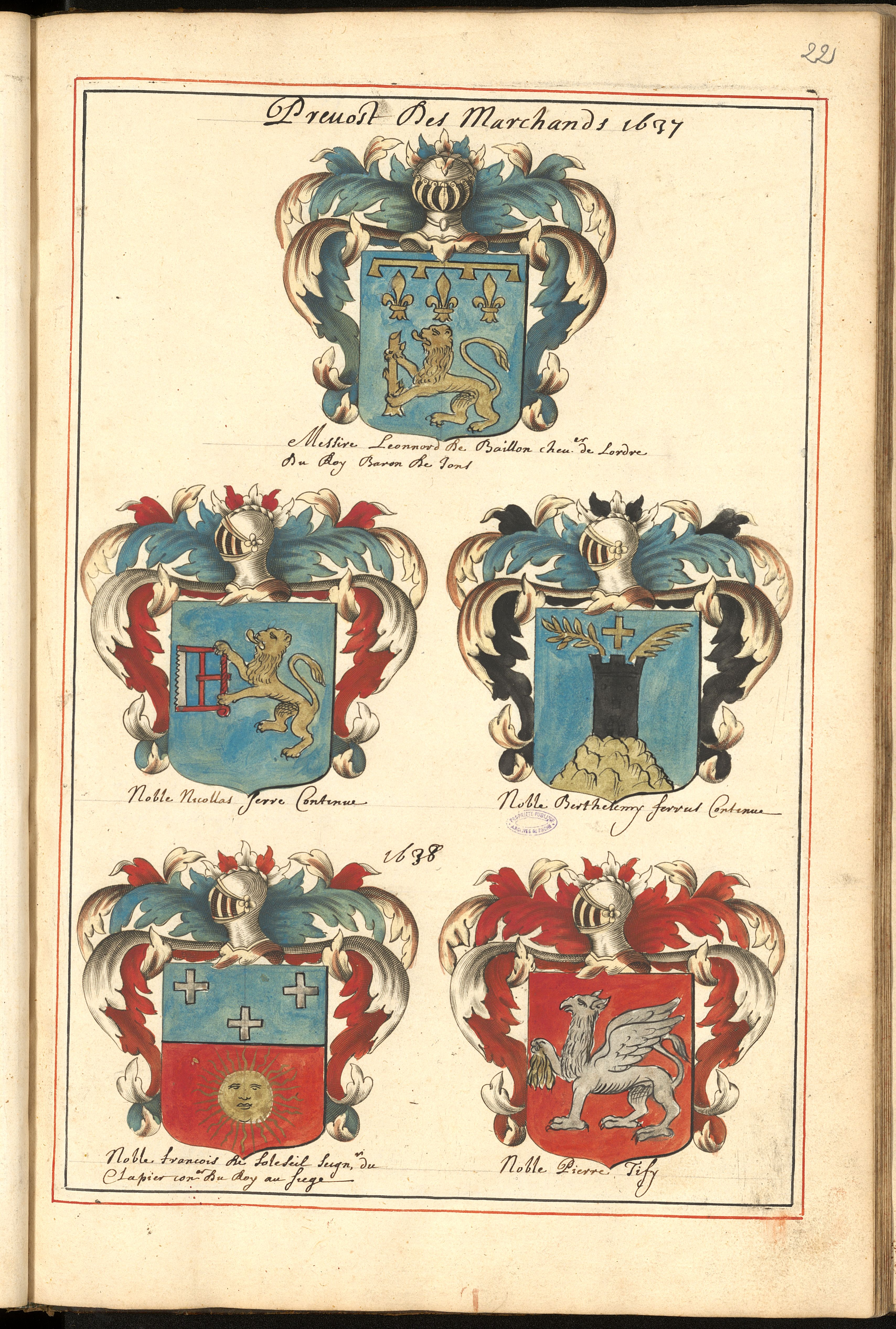
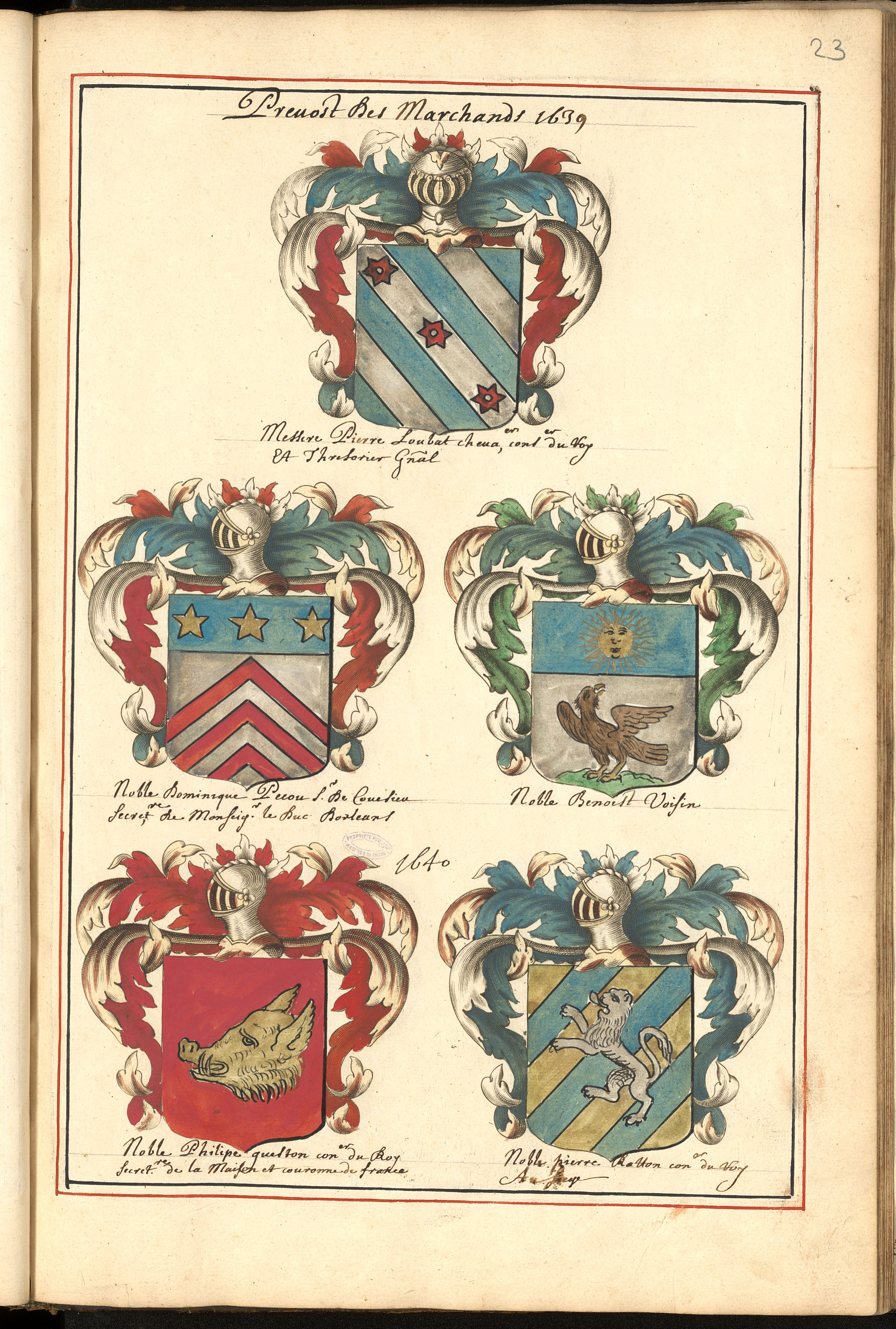
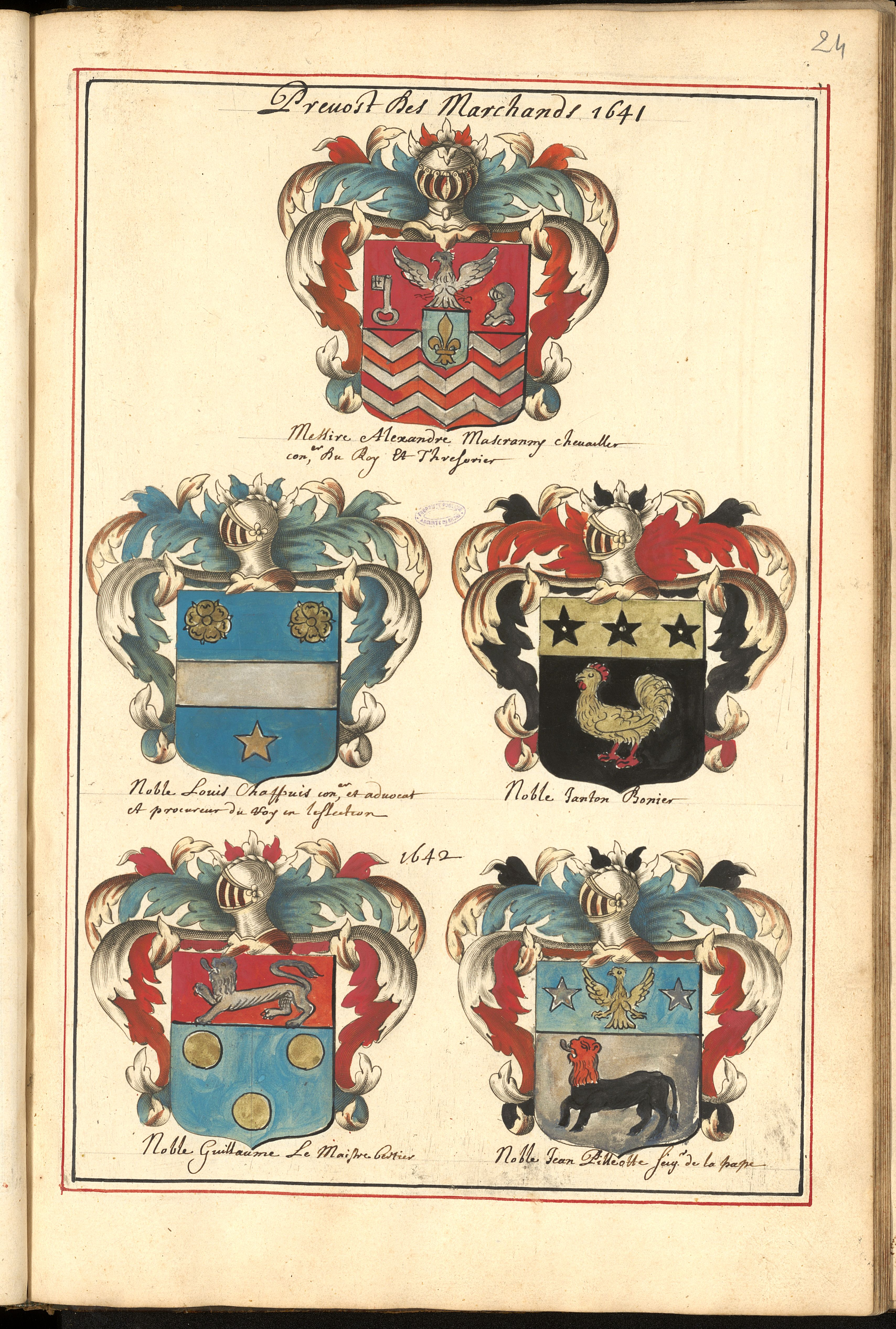
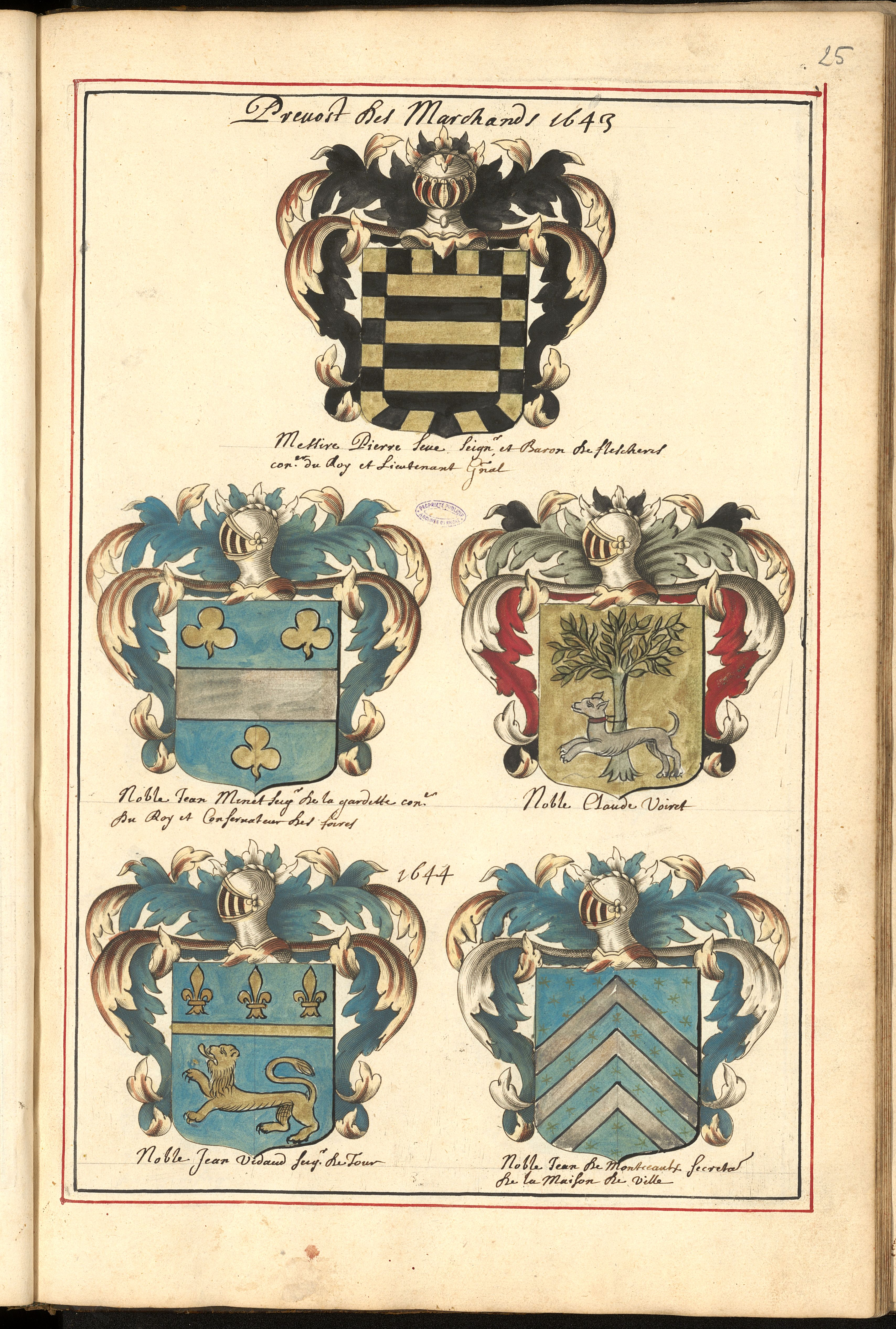
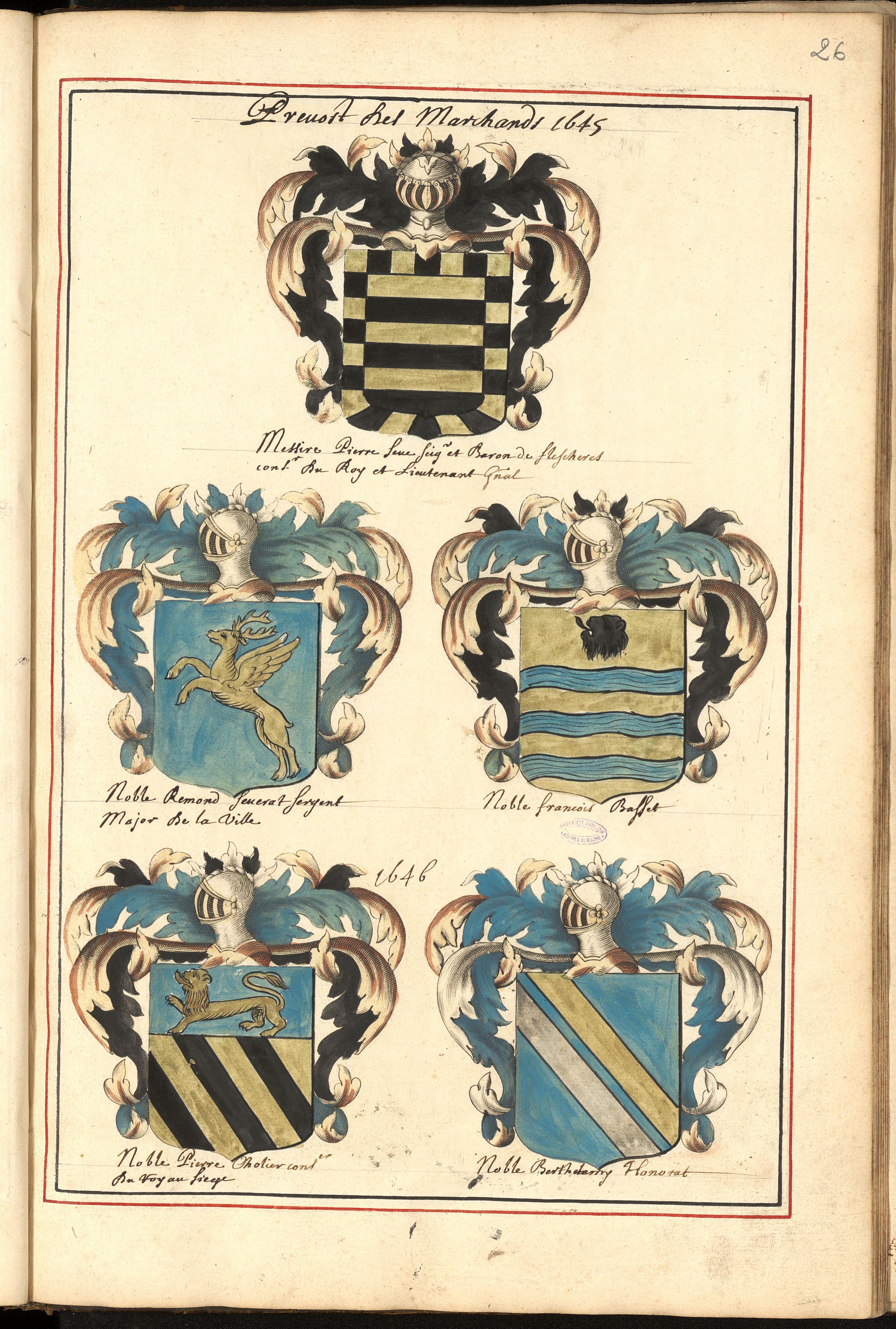
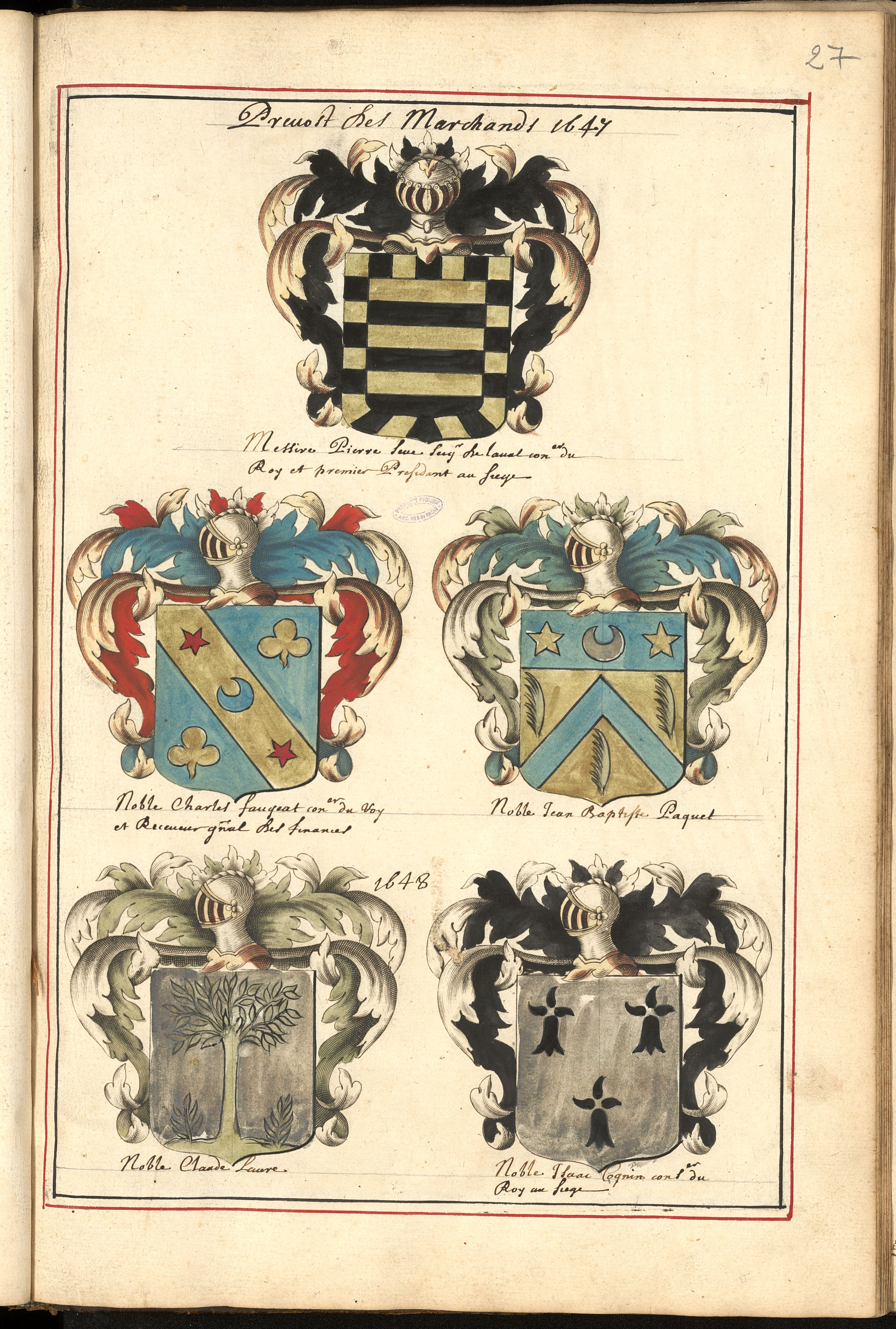
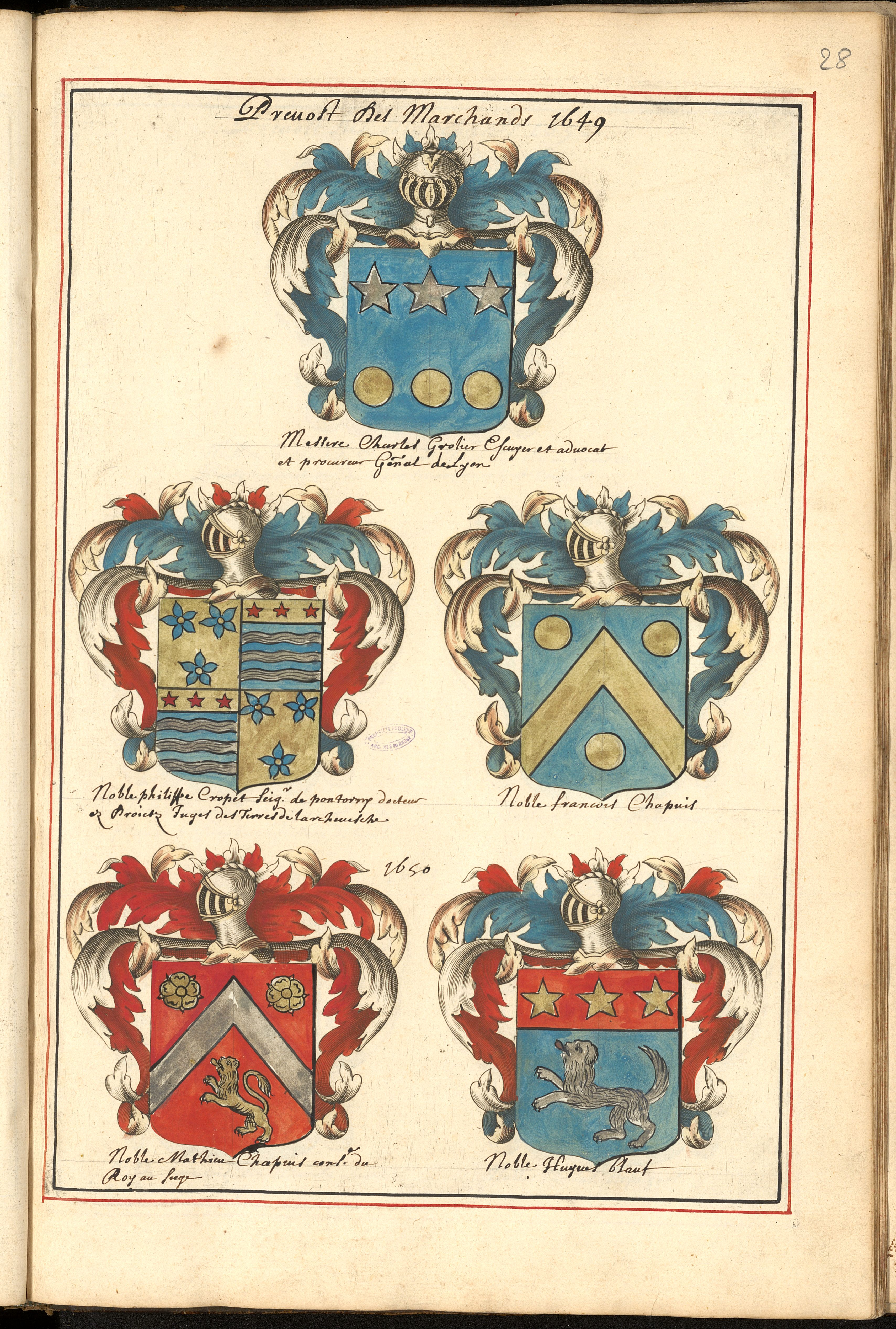
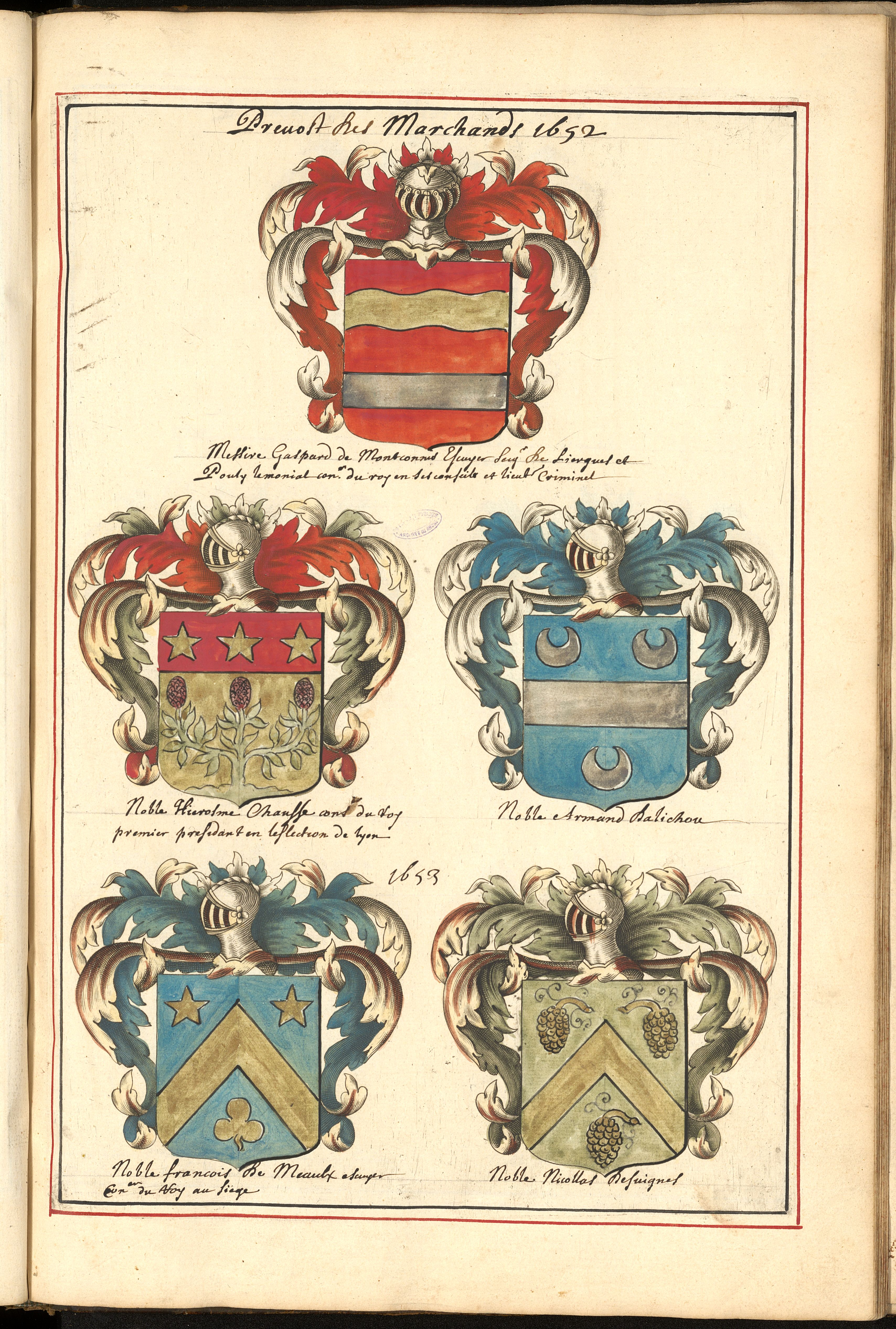
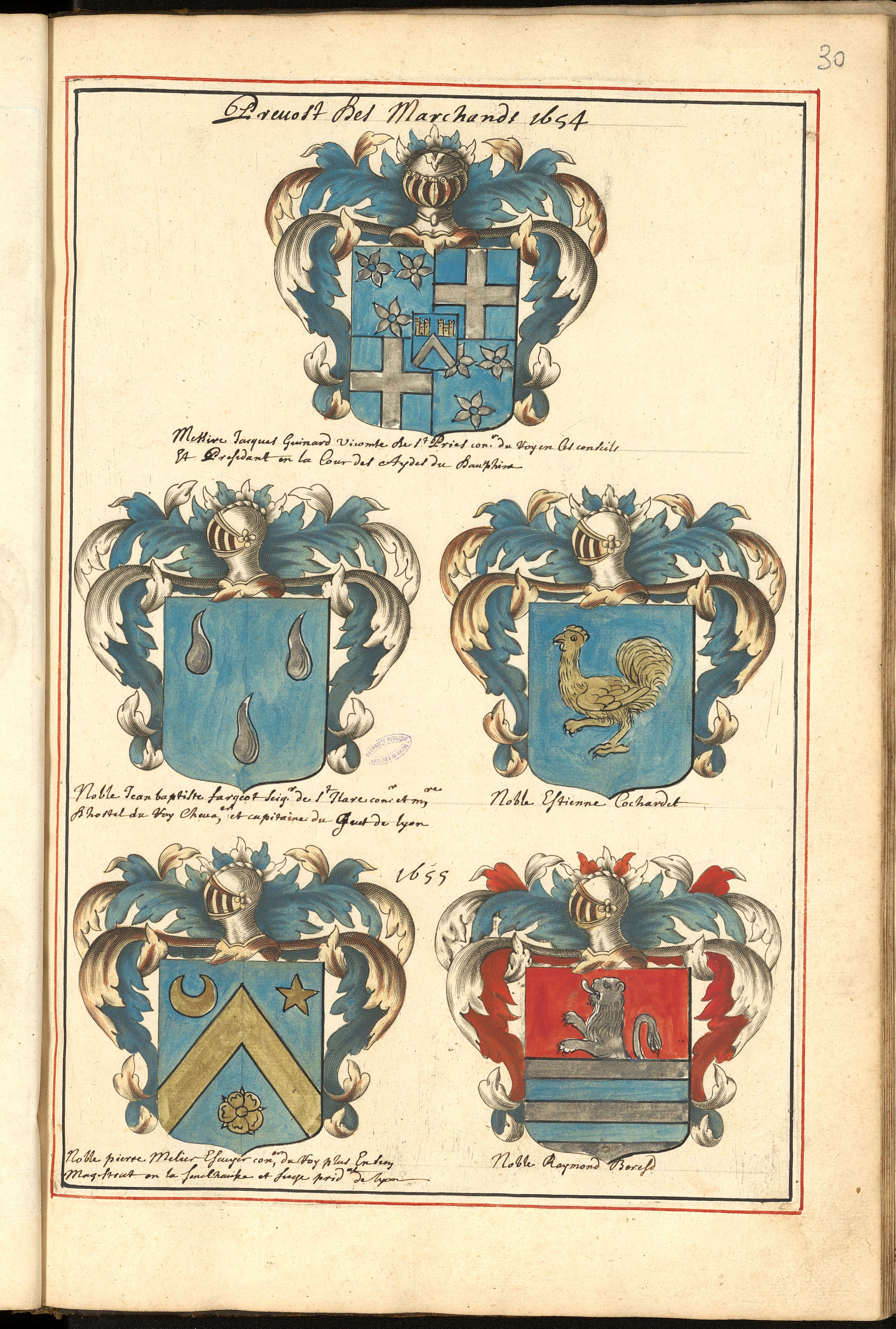
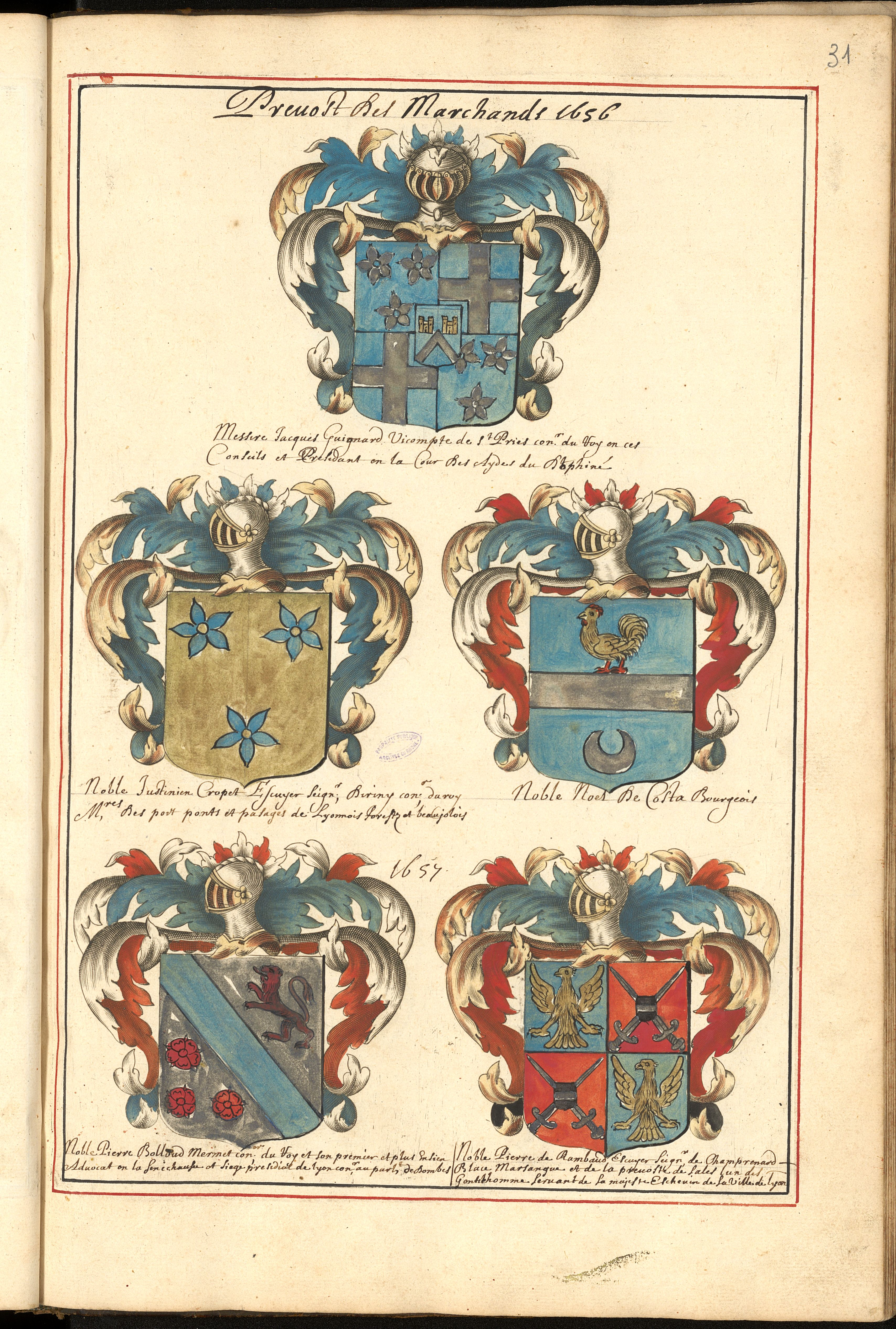
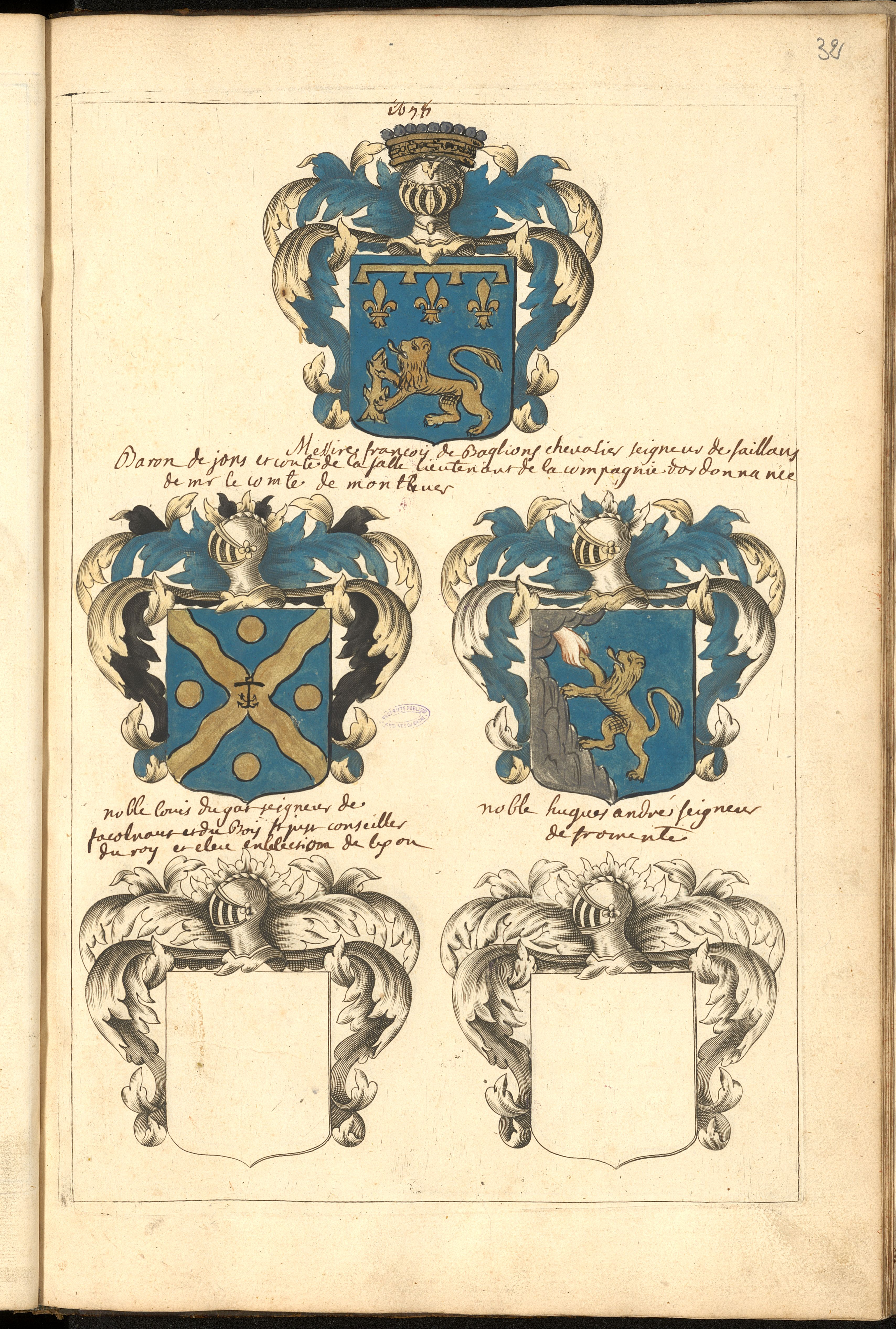

### Ouvrages généraux
- Patrice Béghain, Bruno Benoit, Gérard Corneloup et Bruno Thévenon (coord.), Dictionnaire historique de Lyon, Lyon, Stéphane Bachès, 2009, 1054 p. (ISBN 978-2-915266-65-8, BNF 42001687)
- André Pelletier, Jacques Rossiaud, Françoise Bayard et Pierre Cayez, Histoire de Lyon : des origines à nos jours, Lyon, Éditions lyonnaises d'art et d'histoire, 2007, 955 p. (ISBN 978-2-84147-190-4, BNF 41276618)
- Philippe Paillard, Histoire des institutions lyonnaises : et extraits de l'ouvrage Émile Perret de la Menue et l'album des pennonages, Ernest Pariset, Lyon, 1906, Lyon, EMCC, coll. « Futur antérieur », 2010, 125 p. (ISBN 978-2-35740-075-7, BNF 42234688)
- Jacqueline Boucher, Vivre à Lyon au XVIe siècle, Lyon, Éditions Lyonnaises d'Art et d'Histoire, 2001, 159 p. (ISBN 2-84147-113-6)
- Arthur Kleinclausz (dir.), Histoire de Lyon : Des origines à 1595, t. 1, Lyon, Librairie Pierre Masson, 1939, 559 p.

### Ouvrages spécialisés
- Jean Tricou, Les jetons consulaires de Lyon, Paris : Emile Bourgey, 1955
- Charles Perrat, Les institutions municipales de Lyon à la fin du XVe siècle 1461-1495, Paris : A. Picard, 1926

### Articles
- Zeller, Olivier, « Le consulat lyonnais sous Turgot (1774-1776) », Bulletin de la Société historique, archéologique et littéraire de Lyon; t. 31, 2001, p. 127-151

### Thèses
- Caroline Fargeix, Les élites lyonnaises au miroir de leur langage : Thèse de doctorat en histoire, Lyon, Université Lumière Lyon-II, octobre 2005, 735 p. (lire en ligne), chap. Troisième partie, chapitre 1 (« Les assemblées lyonnaises »), p. 410-479
- Béziat, Charlène, Le Consulat, l'imprimeur et le libraire à Lyon aux XVIIe et XVIIIe siècles, sous la direction d'Olivier Zeller, mémoire de master, ENSSIB, 2010.

### Voir également
- Histoire de Lyon
- Lyon à la fin du Moyen Âge
- Lyon à la Renaissance
- Lyon sous l'absolutisme
- Liste des échevins de Lyon
- Liste des prévôts des marchands de Lyon
- Liste des maires de Lyon